# Stato di Palestina
La Palestina (in arabo فلسطين‎?, Filasṭīn), ufficialmente Stato di Palestina (in arabo دولة فلسطين‎?, Dawlat Filasṭīn), è uno Stato a riconoscimento limitato situato nel Medio Oriente, osservatore permanente presso le Nazioni Unite, de facto in gran parte occupato illegalmente da Israele. Lo Stato di Palestina rivendica sovranità sui territori palestinesi della Cisgiordania e della striscia di Gaza, con Gerusalemme Est come capitale designata, sebbene il suo centro amministrativo si trovi a Ramallah. Tali territori sono stati prima occupati nel 1948 da Giordania ed Egitto e successivamente da Israele dal 1967 a seguito della guerra dei sei giorni. La Palestina ha una popolazione di 5 051 953 abitanti a febbraio 2020, al 121º posto nel mondo.
Il 15 novembre 1988 Yasser Arafat, Presidente dell'Organizzazione per la Liberazione della Palestina (OLP), ad Algeri proclamò l'indipendenza dello Stato di Palestina. Un anno dopo la firma degli accordi di Oslo nel 1993, venne istituita l'Autorità Nazionale Palestinese (ANP) per governare le aree A e B in Cisgiordania e la striscia di Gaza. Gaza sarebbe in seguito stata governata da Hamas dal 2007, due anni dopo il ritiro unilaterale israeliano da Gaza. L'ONU ha riconosciuto la Palestina come Stato non membro con status di osservatore permanente con la risoluzione 67/19 dell'Assemblea generale del 29 novembre 2012. A seguito di ciò, dal 3 gennaio 2013 l'Autorità Nazionale Palestinese ha adottato il nome di Stato di Palestina sui documenti ufficiali.
Il capo dello Stato è il presidente Mahmūd Abbās, mentre il governo è guidato dal primo ministro Mohammad Mustafa.
La Palestina è membro della Lega araba, dell'Organizzazione della cooperazione islamica, del G77, del Comitato Olimpico Internazionale, dell'UNESCO e di varie altre organizzazioni internazionali. L'Unione europea, così come la maggior parte dei suoi Stati membri, mantiene rapporti diplomatici con l'Autorità Nazionale Palestinese, istituita nell'ambito degli accordi di Oslo. Leila Shahid, già rappresentante dell'ANP in Francia dal 1984, è stata nominata nel novembre del 2005 come rappresentante dell'ANP per l'Unione europea.
Vi è un'ampia varietà di punti di vista riguardo allo status dello Stato palestinese, sia tra gli Stati della comunità internazionale che tra studiosi legali. L'esistenza di uno Stato della Palestina, sebbene controversa, è una realtà nelle opinioni degli Stati che hanno instaurato relazioni diplomatiche bilaterali.

## Etimologia e terminologia
Sin dal mandato britannico, il termine "Palestina" è stato associato all'area geografica che oggi copre lo Stato di Israele, la Cisgiordania e la striscia di Gaza. L'uso più generale del termine "Palestina" in relazione alla costa sud-orientale del Mediterraneo oltre alla Siria è storicamente consolidato sin dai tempi dell'antica Grecia. Erodoto fu il primo a scrivere nelle sue Storie, nel V secolo a.C., di un "distretto della Siria, chiamato Palaistine" in cui i Fenici interagivano con le altre popolazioni marittime. Si pensa che il termine "Palestina" (in latino, Palæstina) sia stato coniato dagli antichi Greci per l'area occupata dal popolo antico dei Filistei, anche se esistono anche altre spiegazioni.
Le Nazioni Unite e la Corte internazionale di giustizia si riferiscono ai territori palestinesi (in arabo الأراضي الفلسطينية‎?, al-arādi al-filasṭiniyya al-muḥtalla) come "territori palestinesi occupati". I giornalisti utilizzano anche la descrizione per indicare le terre al di fuori della linea Verde o confini del 1967. Il termine è spesso usato in modo intercambiabile con il termine "territori occupati", che è applicato anche per le alture del Golan, che non sono rivendicate dai palestinesi. La confusione deriva dal fatto che tutti questi territori sono stati conquistati da Israele nel corso della guerra dei sei giorni del 1967 e sono trattati nell'insieme, dalle Nazioni Unite, come territori occupati e non conquistati da Israele. Di essi non fa parte neppure la penisola del Sinai, conquistata all'Egitto nello stesso periodo, ma poi restituita in base al trattato di pace israelo-egiziano del 1979. Altri termini usati per descrivere questi settori sono: "territori contesi", "territori israeliani occupati" e "territori occupati". Ulteriori termini sono "Yesha" (Giudea-Samaria-Gaza), "territori liberati", "territori amministrati", "territori dallo status permanente indeterminato", "territori del 1967" e, semplicemente, "territori".
Molti arabi e musulmani, tra cui alcuni palestinesi, utilizzano la denominazione "Palestina" e "Palestina occupata", per indicare il territorio già facente parte del mandato britannico ad ovest del Giordano, comprese tutte le terre occupate da Israele nel 1948.
Esiste un parallelo con le aspirazioni dei "sionisti revisionisti" del passato e di alcuni estremisti religiosi ebraici di stabilire la sovranità ebraica su tutto il territorio della cosiddetta "Grande Israele" (Eretz Israel, l'equivalente ebraico del successivo nome di Palestina).
Questa voce adopera i termini "Palestina", "Stato di/della Palestina" e "territori palestinesi occupati" in modo intercambiabile a seconda del contesto. In particolare, il termine "territori palestinesi occupati" si riferisce nel suo insieme alla zona geografica del territorio palestinese occupata da Israele dal 1967. In ogni caso, qualsiasi riferimento a terra o territorio si riferisce ai terreni rivendicati dallo Stato di Palestina.

## Storia

### Palestina storica
Il termine "Palestina" ("terra dei filistei", popolo indoeuropeo che abitò la regione litorale della terra di Canaan, in epoca antica) fu coniato nella forma attuale latina dai romani e deriva dai precedenti termini a essa associata provenienti dal mondo greco a loro volta di origine ebraica (Pelesheth), per indicare la regione dal nome Giudea o, precedentemente, Regno d'Israele (zona anticamente nota come terra di Canaan).
Ciò avvenne specialmente dopo la guerra giudaica del 70 d.C., al termine della quale gli eserciti dell'imperatore Vespasiano e del figlio Tito distrussero quasi totalmente Gerusalemme. La ribellione al governo provinciale di Roma e alla dinastia vassalla degli erodiani venne stroncata, causando l'inizio della diaspora ebraica. Il cambio di nome da Iudaea a Syria Palaestina, e il cambio del nome di Gerusalemme che venne rifondata come città romanizzata, col nome di Aelia Capitolina, fu deciso dall'imperatore Publio Elio Adriano nel 135, alla fine dell'ultima guerra giudaica.
La Palestina fu quindi dominio romano, persiano, bizantino, arabo, e per un periodo di due secoli, durante le Crociate dominio europeo. In seguito all'invasione araba la popolazione venne islamizzata e nel tempo divenne in maggioranza di etnia araba musulmana.

### Palestina ottomana
La Palestina è stata parte dell'Impero ottomano dal 1517 al 1918, salvo una parentesi dal 1832 al 1840 quando fu conquistata da Mehmet Ali, governatore ottomano dell'Egitto, ribellatosi al sultano di Costantinopoli.
Amministrativamente, la Palestina faceva parte del vilayet di Shām (nome preislamico della Siria), ed era stata divisa nel Sangiaccato di Acri, con cinque kaza (Acri, Haifa, Safed, Nazareth, Tiberiade); nel Sangiaccato di Nablus — fino al 1888 chiamato Belqa — con tre kaza (Nablus, Jenin, Tulkarem); e nel Sangiaccato di Gerusalemme, con cinque kaza (Gerusalemme, Giaffa, Gaza, Hebron, Beersheba).
Nel 1887 il Sangiaccato di Gerusalemme, in quanto sede dei Luoghi Santi, divenne un Mutasarriflik (Mutasarrifato) indipendente il cui mutasarrif era responsabile direttamente nei confronti del governo centrale di Costantinopoli, dei suoi ministeri e dipartimenti di Stato.
Nel 1888, quando venne creato il vilayet di Beirut, gli altri due sangiaccati palestinesi vennero compresi nel suo territorio.

### Palestina mandataria

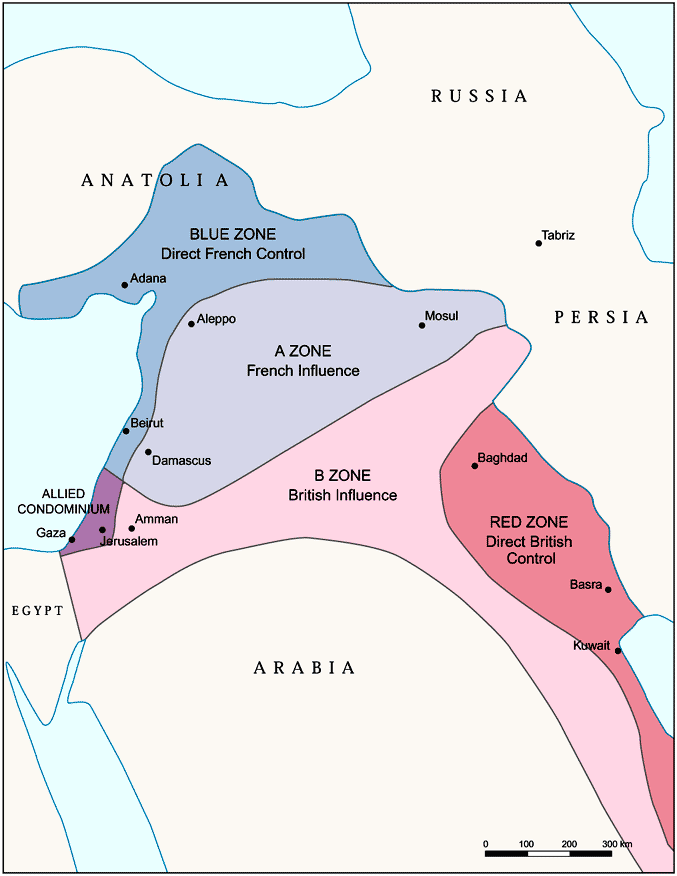
Zone di influenza francese e britannica stabilite dall'accordo Sykes-Picot

Nel pieno della Grande Guerra, il 16 maggio 1916, con la firma dell'accordo Sykes-Picot, Francia e Gran Bretagna decidono che il territorio della Palestina ottomana venga assegnato alla fine della guerra al Regno Unito.
Il 9 dicembre 1917, Gerusalemme è occupata dall'esercito britannico, il quale occupa l'intera Palestina.
Il mandato britannico della Palestina, mandato di tipo A, sotto controllo della Società delle Nazioni, comincia formalmente nel 1920. Il mandato terminerà formalmente nel 1947.

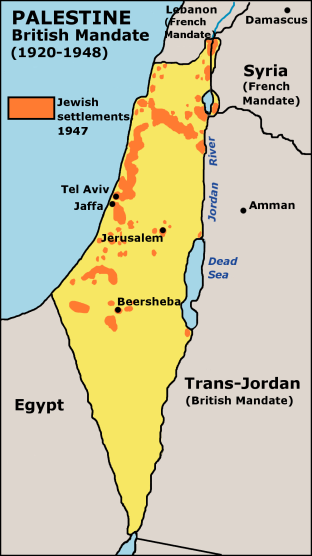
Mandato britannico della Palestina, con le zone ebraiche nel 1947

Durante il mandato vi furono varie rivolte da parte dei palestinesi contro la politica britannica nei confronti dell'autorizzazione del Regno Unito all'immigrazione ebraica (dichiarazione Balfour (1917)) e delle vendite di terre da parte dei latifondisti arabi agli immigrati: i moti dell'aprile 1920 e del maggio 1921; i moti dell'agosto 1929; la grande rivolta araba (1936-1939).

### Secondo dopoguerra

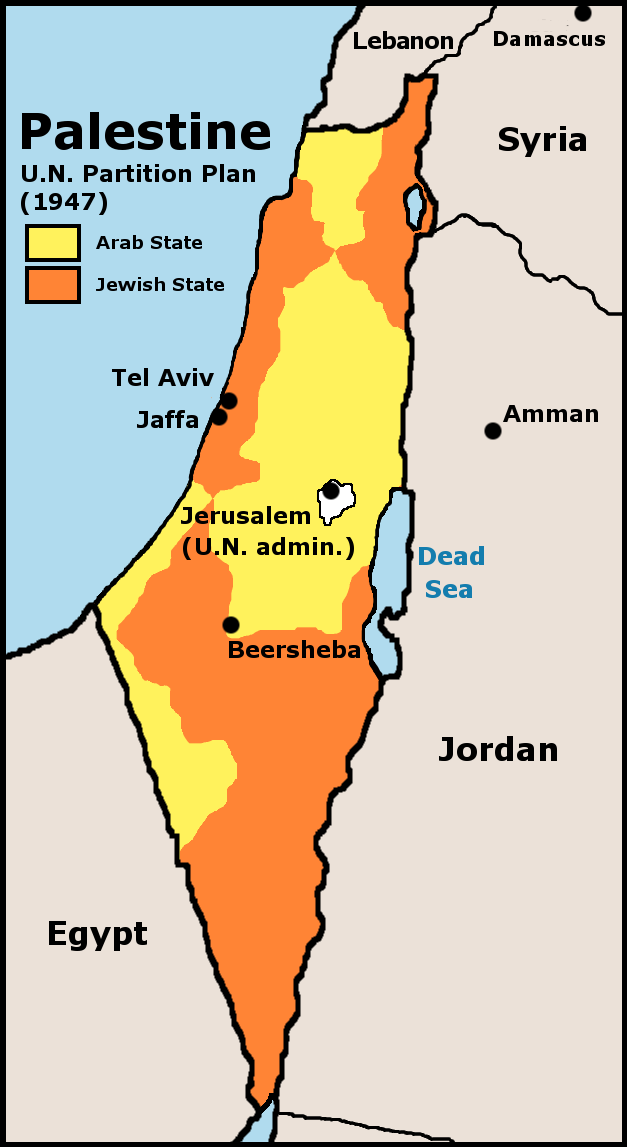
Piano di partizione della Palestina del 1947

Carta dei territori sotto il controllo dell'autorità palestinese (aree rosse); la linea tratteggiata si riferisce alla situazione successiva all'armistizio del 1949

Dopo la seconda guerra mondiale, nel 1947, le Nazioni Unite adottarono un Piano di partizione della Palestina che prevedeva la creazione di uno Stato arabo ed uno Stato ebraico indipendenti ed una Gerusalemme internazionalizzata. 
Il piano fu accettato dalla leadership ebraica ma rifiutato dai leader arabi, e la Gran Bretagna si rifiutò di metterlo in atto.
Alla vigilia del definitivo ritiro britannico, il 14 maggio 1948, l'Agenzia ebraica proclamò lo Stato di Israele sulla base del piano proposto dalle Nazioni Unite e iniziò una campagna di pulizia etnica degli arabi palestinesi. Il Supremo Comitato Arabo non dichiarò uno stato a sé stante e invece, insieme a Transgiordania, Egitto e altri membri della Lega araba, iniziò un'azione militare, dando il via alla guerra arabo-israeliana del 1948.
Con la fine della guerra, Israele ottenne il controllo su ulteriori territori inizialmente destinati a far parte dello stato arabo in base al piano delle Nazioni Unite. L'Egitto occupò la striscia di Gaza e la Transgiordania occupò e poi annesse la Cisgiordania, formando così il Regno di Giordania. L'annessione fu ratificata nel 1950 ma mai riconosciuta dalla comunità internazionale.
Un governo di tutta la Palestina fu quindi istituito dalla Lega araba il 22 settembre 1948 per governare l'enclave controllata dagli egiziani a Gaza. Tale governo fu presto riconosciuto da tutti i membri della Lega araba ad eccezione della Transgiordania. Sebbene tale governo reclamasse sovranità sull'intero territorio dell'ex mandato britannico, la sua giurisdizione effettiva era limitata alla striscia di Gaza. L'Egitto favorì lo scioglimento di tale governo pan-palestinese nel 1959.
Nel 1964, mentre la Cisgiordania era annessa alla Giordania, fu istituita l'Organizzazione per la Liberazione della Palestina (OLP) con l'obiettivo di affrontare Israele. La Carta nazionale palestinese dell'OLP definiva i confini della Palestina come l'intero territorio del mandato, incluso Israele. Dopo la guerra dei sei giorni, il quartier generale dell'OLP si trasferì in Giordania, per passare poi in Libano dopo il settembre nero nel 1971.
Con la guerra dei sei giorni, Israele catturò la striscia di Gaza e la penisola del Sinai dall'Egitto, la Cisgiordania (compresa Gerusalemme est) dalla Giordania e le alture del Golan dalla Siria nel giugno 1967.
Il vertice della Lega araba dell'ottobre 1974 designò l'OLP come "unico rappresentante legittimo del popolo palestinese" e ribadì "il suo diritto di stabilire con urgenza uno stato indipendente". Nel novembre 1974, l'OLP venne riconosciuto competente per tutte le questioni relative alla questione della Palestina dall'Assemblea generale delle Nazioni Unite, garantendogli lo status di osservatore come "entità non statale" presso le Nazioni Unite. Dopo la Dichiarazione di Indipendenza dello Stato di Palestina del 1988, l'Assemblea Generale delle Nazioni Unite ha ufficialmente riconosciuto il proclama e ha deciso di utilizzare la denominazione "Palestina" anziché "Organizzazione per la liberazione della Palestina" nelle Nazioni Unite. Nonostante questa decisione, l'OLP non prese parte all'ONU in qualità di governo dello Stato della Palestina.
Il 30 marzo 1976 l'esercito israeliano inviò le proprie forze in tre villaggi (Sakhnin, Arraba e Deir Hanna) allo scopo di reprimere le manifestazioni in corso a seguito della decisione delle autorità israeliane di espropriare dei vasti terreni (zona 9) agricoli per scopi militari. Gli scontri ebbero un esito sanguinoso. La data del 30 marzo è da allora commemorata dai palestinesi e dai cittadini arabi di Israele come Yom al-Ard, Giorno della Terra.
Nel 1979, attraverso gli accordi di Camp David, l'Egitto accettò la fine di ogni pretesa sulla striscia di Gaza. Nel luglio 1988, la Giordania cedette all'OLP le sue rivendicazioni sulla Cisgiordania, ad eccezione della tutela del Monte del Tempio (Haram al-Sharif).

### Proclamazione dello Stato di Palestina
Il 15 novembre 1988 il Consiglio nazionale palestinese, l'organo legislativo dell'OLP, in esilio ad Algeri, proclamò lo "Stato della Palestina" con 253 voti a favore, 46 contrari e 10 astensioni. La dichiarazione cita il trattato di Losanna e la risoluzione 181 dell'Assemblea generale delle Nazioni Unite, in sostegno della sua rivendicazione di uno "Stato di Palestina sul nostro territorio palestinese con capitale Gerusalemme". 
Nel mese successivo, tale Stato fu rapidamente riconosciuto dagli stati della Lega araba, tra cui Egitto e Giordania; lo Stato di Palestina è oggi riconosciuto da circa la metà di tutti i governi del mondo.
Nella Dichiarazione di Indipendenza palestinese, lo Stato di Palestina viene descritto come stabilito sul "territorio palestinese", senza specificarne esplicitamente i confini. Alcuni dei paesi che hanno riconosciuto lo Stato di Palestina nelle loro dichiarazioni di riconoscimento si riferiscono ai "confini del 1967", riconoscendo così come suo territorio solo i territori palestinesi occupati, e non anche il territorio di Israele. La domanda di adesione dell'ONU presentata dallo Stato di Palestina specifica inoltre che essa si basa sui "confini del 1967". Durante i negoziati degli Accordi di Oslo, l'OLP ha riconosciuto il diritto di Israele di esistere e Israele ha riconosciuto l'OLP come rappresentante del popolo palestinese. Tra il 1993 e il 1998, l'OLP si è impegnata a modificare le disposizioni della sua Carta nazionale che non sono coerenti con l'obiettivo di una soluzione a due stati e di una coesistenza pacifica con Israele.
Dopo che Israele prese il controllo della Cisgiordania dalla Giordania e la Striscia di Gaza dall'Egitto nel 1967, iniziò a stabilire insediamenti israeliani in tali territori. Questi sono stati organizzati nel distretto di Giudea e Samaria (Cisgiordania) e nel Consiglio regionale di Hof Aza (Striscia di Gaza) nel distretto meridionale. L'amministrazione della popolazione araba in questi territori è stata affidata all'amministrazione civile israeliana del coordinatore delle attività governative nei territori e ai consigli municipali locali presenti da prima della presa di potere israeliana. Nel 1980, Israele decise di congelare le elezioni per questi consigli e di istituire invece leghe di villaggio, i cui funzionari erano sotto influenza israeliana. Più tardi questo modello divenne inefficace sia per Israele che per i palestinesi, e le leghe di villaggio iniziarono a sciogliersi; l'ultima fu la Lega di Hebron, sciolta nel febbraio 1988.

### Processo di pace con Israele

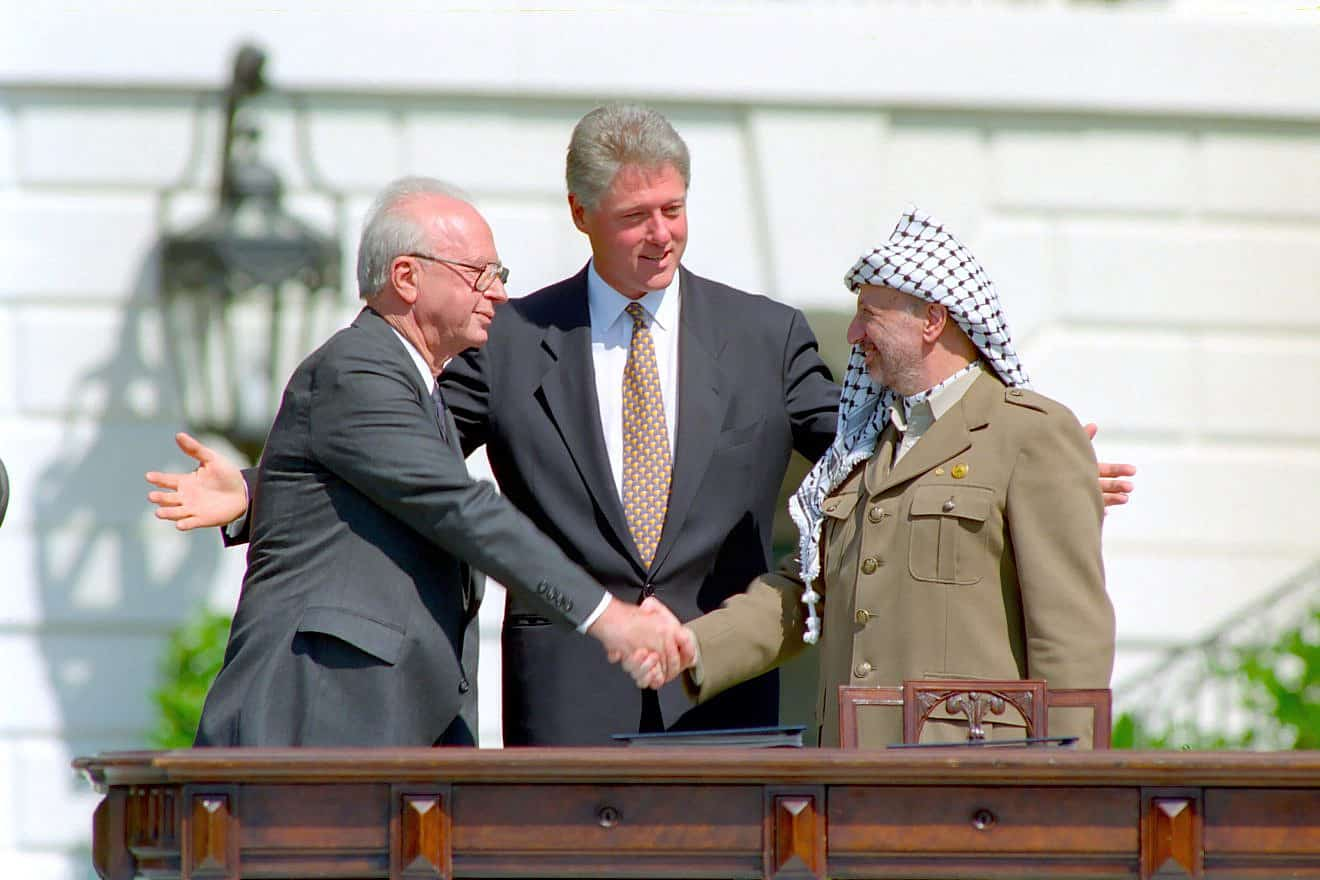
Yitzhak Rabin, Bill Clinton ed Yasser Arafat durante gli accordi di Oslo del 13 settembre 1993

Nel 1993, con gli accordi di Oslo, Israele ha riconosciuto la squadra negoziale dell'OLP come "rappresentante del popolo palestinese", in cambio del riconoscimento da parte dell'OLP del diritto di Israele a esistere in pace, l'accettazione delle risoluzioni del Consiglio di sicurezza dell'ONU 242 e 338 ed il rifiuto di "violenza e terrorismo". Di conseguenza, nel 1994 l'OLP ha istituito come amministrazione territoriale l'Autorità Nazionale Palestinese (ANP), che esercita alcune funzioni governative in parti della Cisgiordania e della striscia di Gaza.
Come previsto dagli accordi di Oslo, Israele ha permesso all'OLP di istituire istituzioni amministrative provvisorie nei territori palestinesi: l'Autorità Nazionale Palestinese. L'ANP ha ricevuto il controllo civile nell'area B e il controllo civile e di sicurezza nell'area A, mentre non ha alcun controllo nell'area C.
Gli accordi di Oslo tra Israele e OLP firmati a Washington il 13 settembre 1993, avevano stabilito per un periodo transitorio non superiore a cinque anni un autogoverno palestinese in alcune sezioni della striscia di Gaza e della Cisgiordania (42% del territorio), trasferendo alcuni poteri e responsabilità all'Autorità Nazionale Palestinese (ANP), che comprende il Consiglio legislativo palestinese (PLC) eletto nel gennaio 1996.
Il trasferimento dei poteri e delle responsabilità per la striscia di Gaza e Gerico ha avuto luogo con l'accordo del 4 maggio 1994, mentre nelle altre zone della Cisgiordania, il trasferimento di poteri ha avuto luogo il 28 settembre 1995 (15 gennaio 1997 il protocollo relativo ad Hebron).
Secondo gli accordi, Israele avrebbe mantenuto la responsabilità durante il periodo transitorio per la sicurezza esterna e sulla sicurezza interna e l'ordine pubblico degli insediamenti israeliani.
Negoziati sullo status finale di Gaza e Cisgiordania erano iniziati nel settembre 1999, dopo una pausa di tre anni, ma sono deragliati a causa della Seconda Intifada che ha avuto inizio nel settembre 2000.
Dal 2003 alla fine del 2005, il governo israeliano ha attuato un Piano di disimpegno unilaterale israeliano per il totale ritiro dalla striscia di Gaza e parte della Cisgiordania settentrionale. L'Autorità Nazionale Palestinese ha accolto con favore tale piano, ma ha dichiarato che fino a un accordo finale sullo status, avrebbe ancora considerato la striscia di Gaza sotto occupazione israeliana. Molti israeliani furono contrari al piano, e le tensioni sono state molto elevate in Israele prima e dopo il piano di disimpegno, che è stato approvato dalla Knesset il 16 febbraio 2005. Israele ha completato il disimpegno il 12 settembre 2005.
Nel settembre 2005, in seguito all'attuazione del Piano di disimpegno unilaterale israeliano, l'ANP ha ottenuto il pieno controllo della striscia di Gaza, ad eccezione dei suoi confini, dello spazio aereo e delle acque territoriali. A seguito del conflitto tra Fatah e Hamas del 2006, Hamas ha assunto il controllo della striscia di Gaza (in cui aveva ricevuto la maggioranza dei voti) mentre Fatah ha mantenuto il controllo della Cisgiordania.
Cronologia
- 1991, Conferenza di Madrid
- 1993, Accordi di Oslo
- 1994, Accordo del Cairo sulla Striscia di Gaza e sull'area di Gerico (cosiddetti Accordi di Oslo II)
- 1997, Accordo su Hebron
- 1998, Memorandum di Wye River
- 2002, Road Map for Peace
- 2002, Iniziativa di pace araba, presentata dalla Lega araba
- 2005, Piano di disimpegno unilaterale israeliano da Gaza

### Conflitto intra-palestinese e riconciliazione
Con la battaglia di Gaza (2007), Hamas ha ottenuto il controllo della striscia di Gaza; tale evento ha diviso politicamente e territorialmente i palestinesi, con il Fatah di Abbas che ha mantenuto il potere in Cisgiordania ed è riconosciuto a livello internazionale come Autorità Nazionale Palestinese ufficiale, mentre Hamas ha ottenuto il controllo sulla Striscia di Gaza.

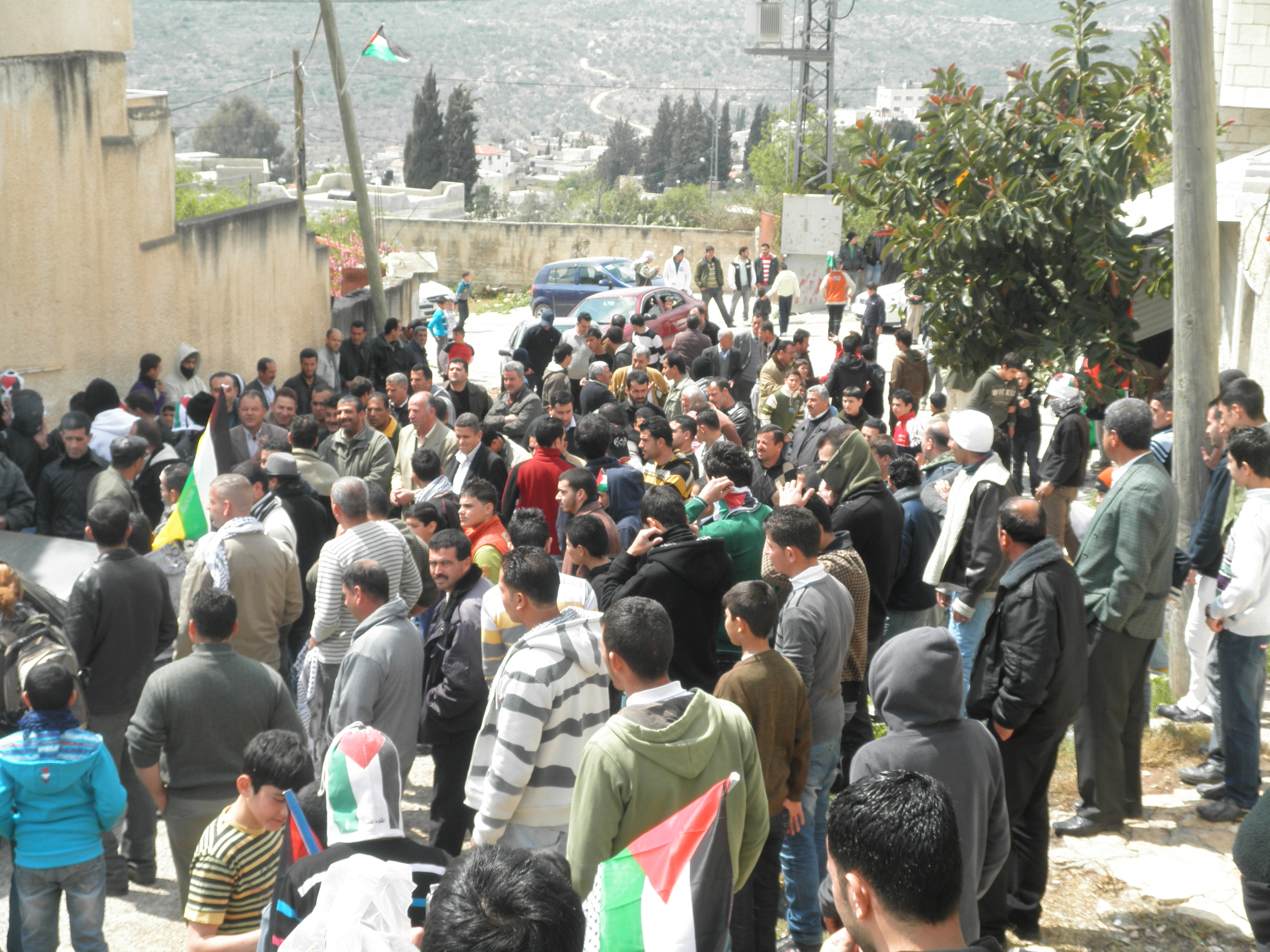
Manifestazione contro blocco stradale, Kafr Qaddum, marzo 2012

Il 31 maggio 2010, nell'incidente della Freedom Flotilla (o incidente della Mavi Marmara), una flottiglia di attivisti pro-palestinesi, conosciuta come la Freedom Flotilla per Gaza, trasportante aiuti umanitari ed altre merci, tra cui un carico di 10.000 tonnellate di calcestruzzo, ha tentato di violare il blocco di Gaza ed è stata intercettata da forze navali israeliane nelle acque internazionali del Mar Mediterraneo, nell'ambito dell'operazione navale denominata dalle forze di difesa israeliane (IDF) "Operazione Brezza Marina", con un totale di 9 morti e 60 feriti.
Le proteste in Palestina del 2011, nel contesto della primavera araba, indicarono l'insofferenza della giovane popolazione palestinese nei confronti di disoccupazione, inflazione e mancanza di crescita economica. Le proteste attaccarono inoltre i governi autoritari degli altri Stati arabi (Egitto, Siria) ed espressero sostegno ad un governo di unità nazionale palestinese.
Il 4 maggio 2011 i partiti palestinesi hanno firmato un accordo di riconciliazione nazionale tra Fatah ed Hamas che prevede la formazione di un governo congiunto e la preparazione di elezioni parlamentari e presidenziali in 8 mesi, che tuttavia non si sono svolte, a causa di disaccordi sulla leadership di Abu Mazen, ritenuta fonte di stabilità e sicurezza dall'Islam più radicale da alcuni, e come mancanza di democrazia da altri.
Un governo di unità nazionale ha preso forma solo il 2 giugno 2014.

### Status di Stato osservatore non-membro ONU
Il 29 novembre 2012, in un voto per 138 a 9 (con 41 astensioni e 5 assenze), l'Assemblea generale delle Nazioni Unite ha approvato la risoluzione 67/19, aggiornando lo status della Palestina da "entità osservatrice" a "Stato osservatore non membro" all'interno del sistema delle Nazioni Unite, il che è stato descritto come riconoscimento della sovranità dell'OLP. Il nuovo status della Palestina è equivalente a quello della Santa Sede. Le Nazioni Unite hanno permesso alla Palestina di intitolare il proprio ufficio di rappresentanza presso le Nazioni Unite come "Missione osservatrice permanente dello Stato della Palestina presso le Nazioni Unite" e la Palestina ha incaricato i suoi diplomatici di rappresentare ufficialmente "lo Stato della Palestina" — non più l'Autorità nazionale palestinese. Il 17 dicembre 2012, il capo del protocollo delle Nazioni Unite Yeocheol Yoon ha dichiarato che "la designazione di Stato della Palestina sarà utilizzata dal Segretariato in tutti i documenti ufficiali delle Nazioni Unite", riconoscendo così il nome di "Stato della Palestina" come nome ufficiale dello Stato per tutti gli scopi delle Nazioni Unite; il 21 dicembre 2012 un memorandum delle Nazioni Unite ha discusso la terminologia appropriata da utilizzare in seguito alla risoluzione GA 67/19. È stato notato che non vi era alcun impedimento legale all'uso della designazione Palestina per fare riferimento all'area geografica del territorio palestinese. Allo stesso tempo, è stato spiegato che non vi era nemmeno alcun ostacolo al continuo uso del termine "Territori Palestinesi Occupati, compresa Gerusalemme Est" o altra terminologia che potrebbe essere abitualmente usata dall'Assemblea. Al 31 luglio 2019, 138 (71,5%) dei 193 stati membri delle Nazioni Unite hanno riconosciuto lo Stato della Palestina. Molti dei paesi che non riconoscono lo stato di Palestina riconoscono tuttavia l'OLP come "rappresentante del popolo palestinese". Il Comitato Esecutivo dell'OLP è autorizzato dal Consiglio Nazionale Palestinese a svolgere le funzioni di governo dello Stato della Palestina.

## Geografia
I territori palestinesi si trovano nel Levante. La striscia di Gaza confina con il Mar Mediterraneo ad ovest, l'Egitto a sud ed Israele a nord ed est. La Cisgiordania è delimitata dalla Giordania ad est e da Israele a nord, sud ed ovest. Pertanto, le due enclavi che costituiscono l'area rivendicata dallo Stato di Palestina non hanno confini geografici tra loro, essendo separate da Israele. Queste aree costituirebbero il 163º paese al mondo per estensione.

### Clima
Le temperature in Palestina variano ampiamente. Il clima in Cisgiordania è prevalentemente mediterraneo, leggermente più fresco nelle aree elevate rispetto al litorale, ad ovest della zona. Ad est, la Cisgiordania comprende gran parte del deserto della Giudea, compreso il litorale occidentale del Mar Morto, caratterizzato da clima secco e caldo. Gaza ha un clima semi-arido caldo (Köppen: BSh) con inverni miti ed estati calde e secche. La primavera arriva intorno a marzo-aprile ed i mesi più caldi sono luglio ed agosto, con la massima media di 33 °C (91 °F). Il mese più freddo è gennaio con temperature generalmente intorno a 7 °C (45 °F). La pioggia è scarsa e generalmente cade tra novembre e marzo, con tassi di precipitazione annuali di circa 4,57 pollici (116 mm).

## Territorio e sovranità

Mappa della situazione nella Cisgiordania, con indicazione delle aree sotto il controllo palestinese e quelle israeliane. Sono inoltre indicati gli insediamenti illegali israeliani.

Lo Stato di Palestina è tuttora privo di un'organizzazione statuale tipica, senza un esercito regolare, e rimane sotto occupazione militare di Israele. Lo Stato palestinese dovrebbe esercitare sovranità sui territori palestinesi (la Cisgiordania, compresa Gerusalemme Est, e la striscia di Gaza) che confinano con la Giordania, con Israele e con l'Egitto.
In seguito alla fine del mandato britannico della Palestina, dalla nascita dello Stato Ebraico (1948), i territori del proposto Stato Arabo sono stati occupati militarmente dall'Egitto (Gaza) e dalla Transgiordania (Cisgiordania) a seguito della prima guerra arabo-israeliana con la mancata accettazione del piano di partizione votato dall'ONU. A seguito della guerra dei sei giorni del 1967, i territori palestinesi sono occupati da Israele (così come il Golan siriano).
L'OLP ha proclamato l'indipendenza dello Stato di Palestina all'interno dei confini del 1967 (linea verde), ma di fatto non ha avuto controllo su di essi se non in poche zone, poiché esercitava sovranità relativa solo su alcune aree interne. Tutti i confini esterni dello Stato di Palestina, compreso quello terrestre fra Gaza ed Egitto, restano sotto controllo israeliano.
La sovranità del popolo palestinese su Cisgiordania, striscia di Gaza e Gerusalemme est è riconosciuta dall'ONU, ma gli accordi di Oslo tra Israele e OLP escludono Gerusalemme Est dal processo di autonomia dei territori palestinesi occupati gestito dall'Autorità Nazionale Palestinese (ANP). Di fatto la parte orientale di Gerusalemme è sotto giurisdizione d'Israele, così come gli insediamenti israeliani in Cisgiordania, mentre ampie zone della stessa sono sotto il controllo dell'ANP e, dal 2005, dopo il ritiro unilaterale israeliano nell’ambito della politica detta “terra in cambio di terra, pace in cambio di pace” del governo di Ariel Sharon, le sedi governative palestinesi sono situate a Ramallah.

### Cisgiordania

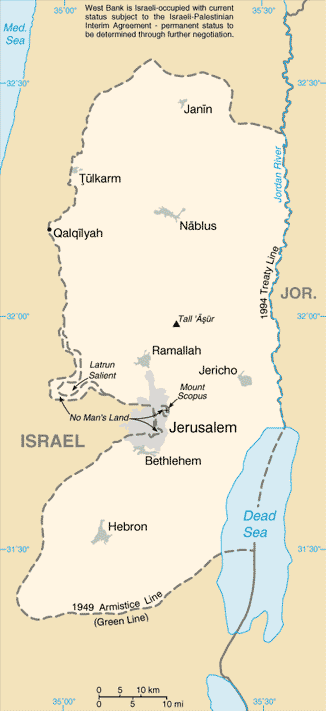
Mappa della Cisgiordania (West Bank)

La Cisgiordania è suddivisa in tre zone di giurisdizione in base agli accordi di Oslo II: la zona A sotto totale controllo dell’Autorità Nazionale Palestinese, la zona B a controllo misto e la zona C sotto controllo israeliano.
I governatorati in Cisgiordania sono raggruppati in tre aree secondo l'accordo di Oslo II. L'Area A costituisce il 18% della Cisgiordania per area ed è amministrata dal governo palestinese. L'area B costituisce il 22% della Cisgiordania, ed è sotto controllo civile palestinese e controllo congiunto di sicurezza israelo-palestinese. L'area C, ad eccezione di Gerusalemme est, costituisce il 60% della Cisgiordania ed è amministrata dall'amministrazione civile israeliana, tranne per il fatto che il governo palestinese fornisce istruzione e servizi medici ai 150.000 palestinesi nell'area. Oltre il 99% dell'area C è vietato ai palestinesi. Ci sono circa 330.000 israeliani che vivono negli insediamenti nell'area C, nel distretto della Giudea e della Samaria. Sebbene l'Area C sia soggetta alla legge marziale, gli israeliani che vivono lì sono giudicati nei tribunali civili israeliani.

#### Gerusalemme Est
Gerusalemme Est (che comprende il piccolo comune giordano pre-1967 del settore orientale insieme a un'area significativa della Cisgiordania pre-1967 delimitata da Israele nel 1967) è amministrata come parte del distretto di Gerusalemme di Israele, ma è rivendicata dalla Palestina come parte del governatorato di Gerusalemme. Gerusalemme fu di fatto annessa da Israele nel 1967, con l'applicazione della legge, della giurisdizione e dell'amministrazione israeliane ai sensi di una legge del 1948 modificata allo scopo; questa presunta annessione viene riaffermata costituzionalmente (implicitamente) nella Legge fondamentale: Gerusalemme 1980, ma l'annessione non è riconosciuta da nessun altro Paese.
La Dichiarazione di indipendenza palestinese proclama la "fondazione dello Stato di Palestina sul nostro Territorio Palestinese con capitale Gerusalemme (Al-Quds Ash-Sharif)." 
La stessa decisione fu presa dal Consiglio legislativo palestinese a maggio 2002 quando approvò la "Legge fondamentale", che afferma senza ambiguità che "Gerusalemme è la capitale della Palestina". 
Nel 2011 l'Autorità Nazionale Palestinese tentò di ottenere il riconoscimento dello Stato di Palestina come membro dell'ONU con Gerusalemme Est quale sua capitale. 
L'OLP ha avuto una sede ufficiale nella Orient House a Gerusalemme, chiusa il 10 agosto 2001 dall'esercito israeliano durante la seconda intifada.
Di fatto, il governo dell'Autorità Nazionale Palestinese e gli uffici di rappresentanza diplomatica stranieri hanno sede a Ramallah, mentre il governo di Hamas ha sede a Gaza.
Israele controlla tutta la città, ma le Nazioni Unite e tutti gli Stati del mondo non riconoscono l'annessione di Gerusalemme Est a Israele, proclamata con la legge israeliana del 1980.
Lo status finale di Gerusalemme deve essere deciso da negoziati tra Israele e lo Stato di Palestina.
Nel 2010 delle 456.000 persone a Gerusalemme Est, circa il 60% erano palestinesi e il 40% erano israeliani. Tuttavia, dalla fine degli anni 2000, la barriera di sicurezza israeliana in Cisgiordania ha di fatto estromesso in Cisgiordania decine di migliaia di palestinesi in possesso di carte d'identità israeliane, lasciando Gerusalemme Est all'interno della barriera con una risicata maggioranza israeliana.
Gerusalemme Est è gemellata dal 1982 con la città di Fez in Marocco, e nel 2009 è stata "capitale della cultura araba".

### Striscia di Gaza

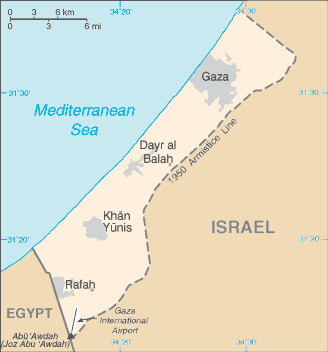
Mappa della striscia di Gaza

A seguito del ritiro unilaterale di Israele da Gaza nel 2005 e della vittoria di Hamas alle elezioni legislative del 2006, la striscia di Gaza resta sotto parziale blocco navale (è consentita la pesca mentre il transito delle merci via terra è regolato ai valichi di confine sia da parte israeliana sia da quella egiziana), terrestre e aereo. 
Israele continua a fornire energia elettrica a Gaza.
Dal 2007, la striscia di Gaza è governata da Hamas, un'organizzazione a carattere politico e paramilitare di ispirazione islamista, classificata come organizzazione di matrice terrorista dall'Unione europea. Solo nel 2011 Hamas ha accettato di rientrare nell'Autorità Nazionale Palestinese, pur mantenendo un proprio profilo autonomo.

## Popolazione

### Demografia
Secondo l'Ufficio centrale palestinese di statistica, lo Stato della Palestina aveva una popolazione di 4.420.549 persone nel 2013. Con un'area di 6 020 chilometri quadri (2 320 mi²), ha una densità di popolazione di circa 827 persone per chilometro quadrato. Per contesto, la densità media della popolazione nel mondo era di 25 persone per chilometro quadrato a partire dal 2017.
I palestinesi di Cisgiordania e Gaza hanno il passaporto e la cittadinanza palestinese, rilasciati dall'ANP. I palestinesi di Gerusalemme est hanno la residenza permanente di Israele, indicata da un passaporto blu (sono chiamati infatti anche "arabi blu"), ma non hanno nessuna cittadinanza.

### Religione

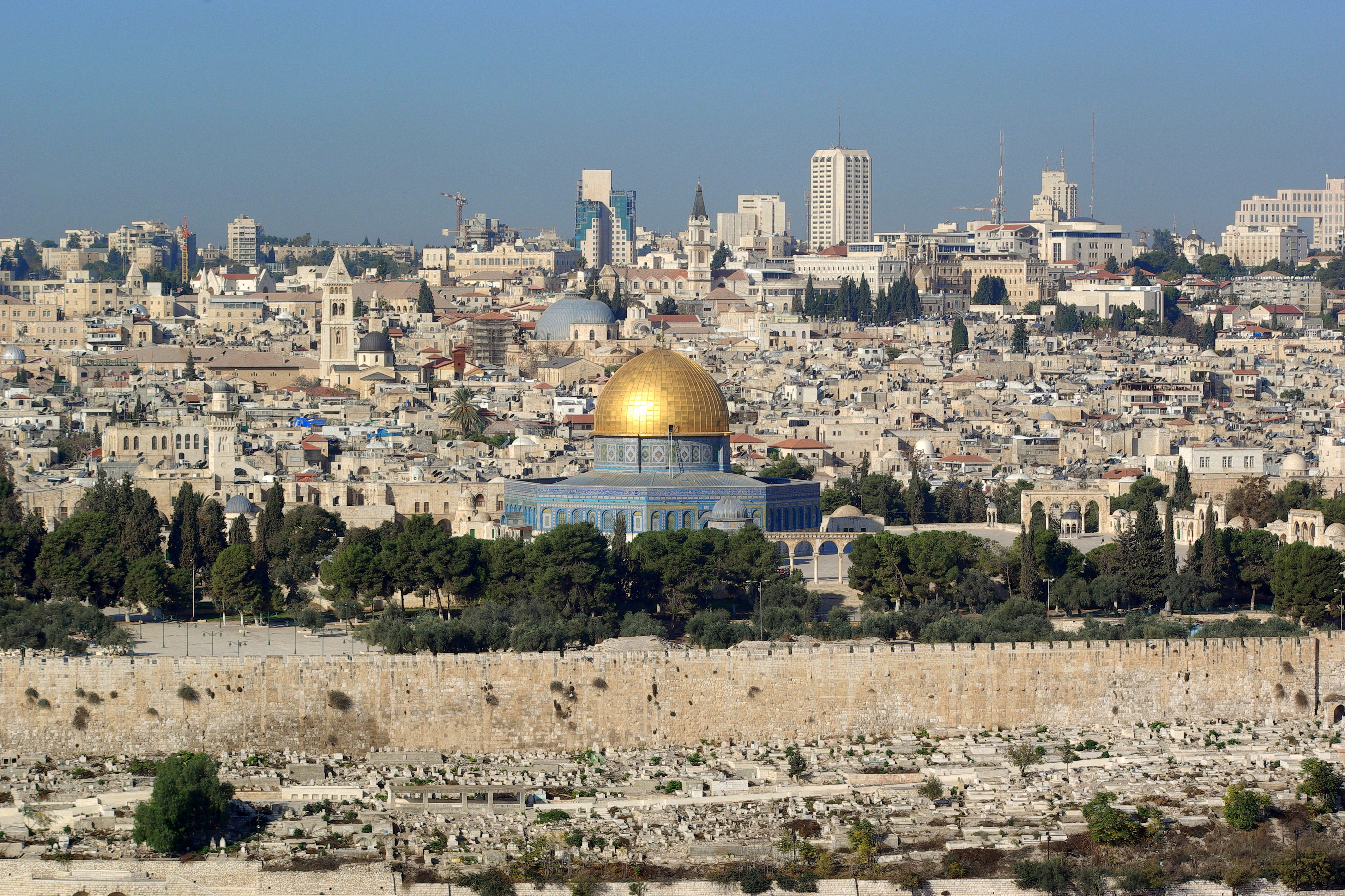
Moschea della Cupola della Roccia

La popolazione della Palestina è in grande maggioranza (93%) di religione islamica,, principalmente di confessione sunnita con una piccola minoranza di musulmani Ahmadiyya, e il 15% di musulmani non-denominali.
La più alta autorità religiosa musulmana sunnita è il Gran Mufti di Gerusalemme, nominato dal Governo palestinese. Gerusalemme è il terzo luogo santo dell'Islam, dopo La Mecca e Medina in Arabia Saudita. La libertà di culto nello Stato di Palestina è ritenuta molto limitata e frequentemente attaccata dalle autorità o dai gruppi militanti palestinesi; ad esempio Waleed Al-Husseini, un blogger ateo, fu arrestato da agenti dei servizi segreti palestinesi e trascorse 10 mesi in una prigione della Cisgiordania per aver rilasciato dichiarazioni online critiche verso l'Islam, in cui è stato ripetutamente abusato e interrogato. In seguito fuggì in Giordania. La religione influenza anche i diritti LGBT.
Esistono consistenti minoranze arabe cristiane, oltre ai molti ebrei negli insediamenti israeliani in Cisgiordania e a Gerusalemme est, che sono però cittadini d'Israele.
La minoranza cristiana (Palestinesi cristiani), pari al 6% del totale, fa riferimento a diverse confessioni: Patriarcato latino di Gerusalemme (cattolici); Patriarcato greco-ortodosso di Gerusalemme (di cui fanno parte la maggioranza dei palestinesi cristiani); Patriarcato armeno di Gerusalemme; Chiesa luterana di Palestina; Diocesi episcopale di Gerusalemme e del Medio oriente (anglicani). La situazione dei cristiani è diventata difficile a Gaza sotto il governo di Hamas e metà di loro si sono spostati in Cisgiordania dal 2007.
Esiste inoltre una piccola minoranza di samaritani che risiede a Kiryat Luza nei pressi di Nablus, e che abita nella zona da circa 2700 anni ininterrottamente, e una comunità di drusi, comunità che segue una dottrina di origine islamica non ortodossa.

## Ordinamento dello Stato

### Suddivisioni amministrative

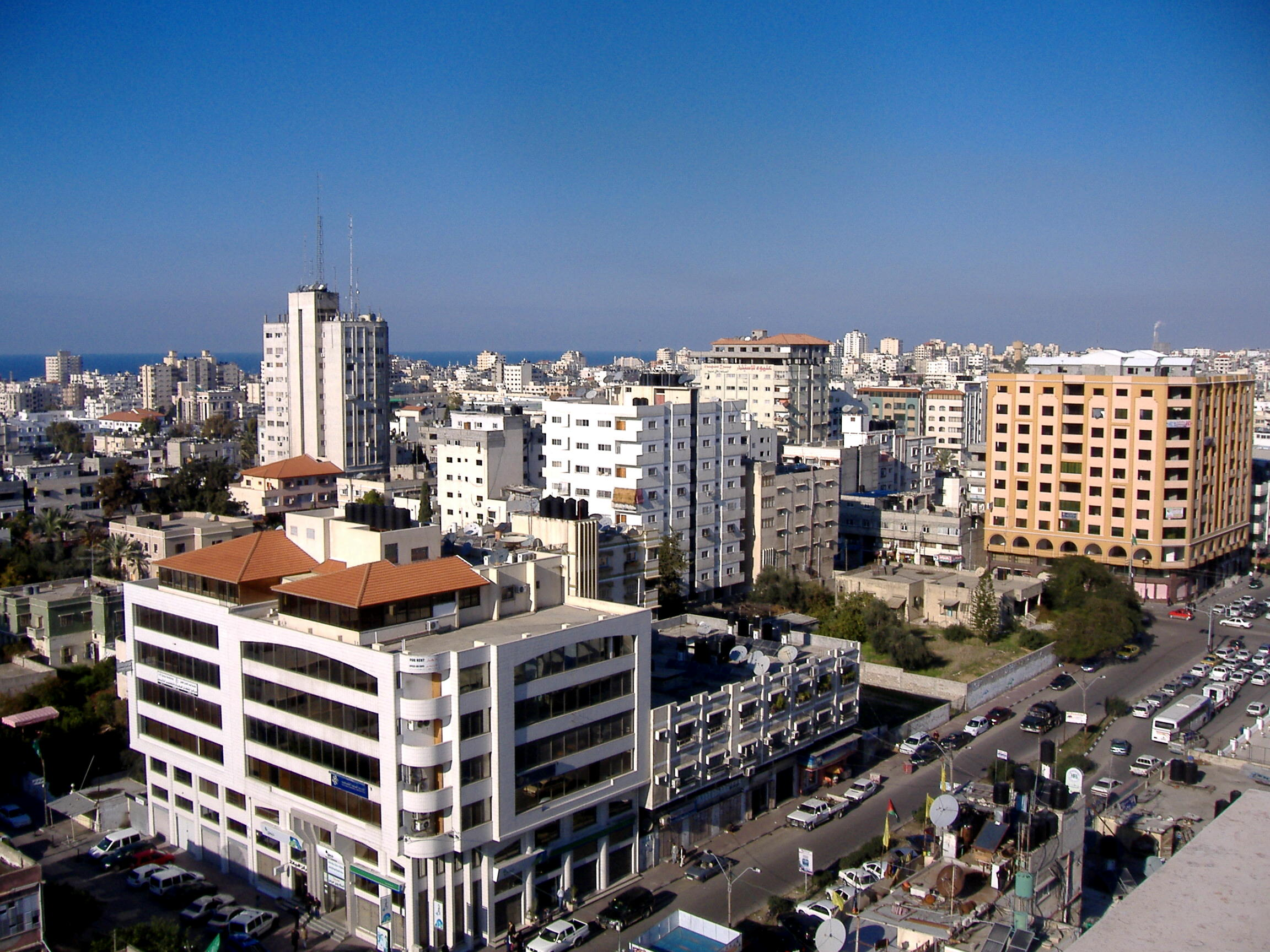
Gaza

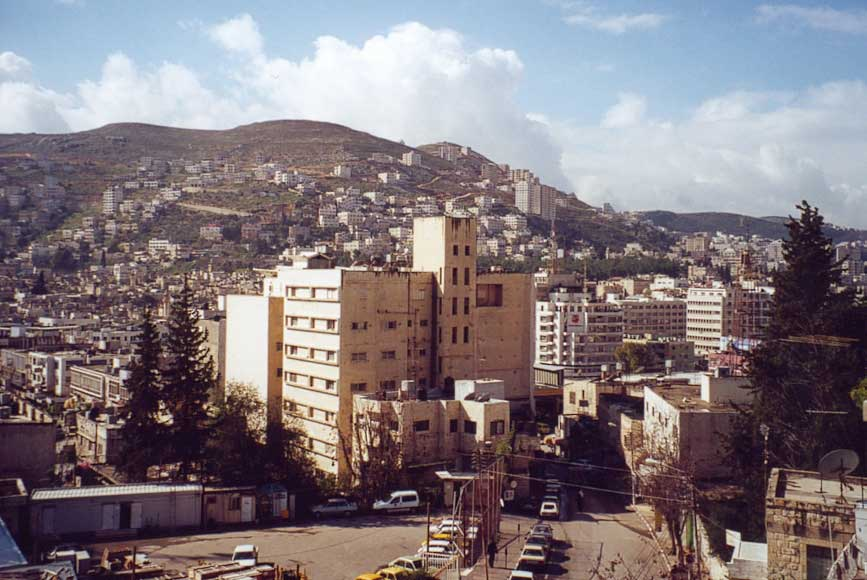
Nablus

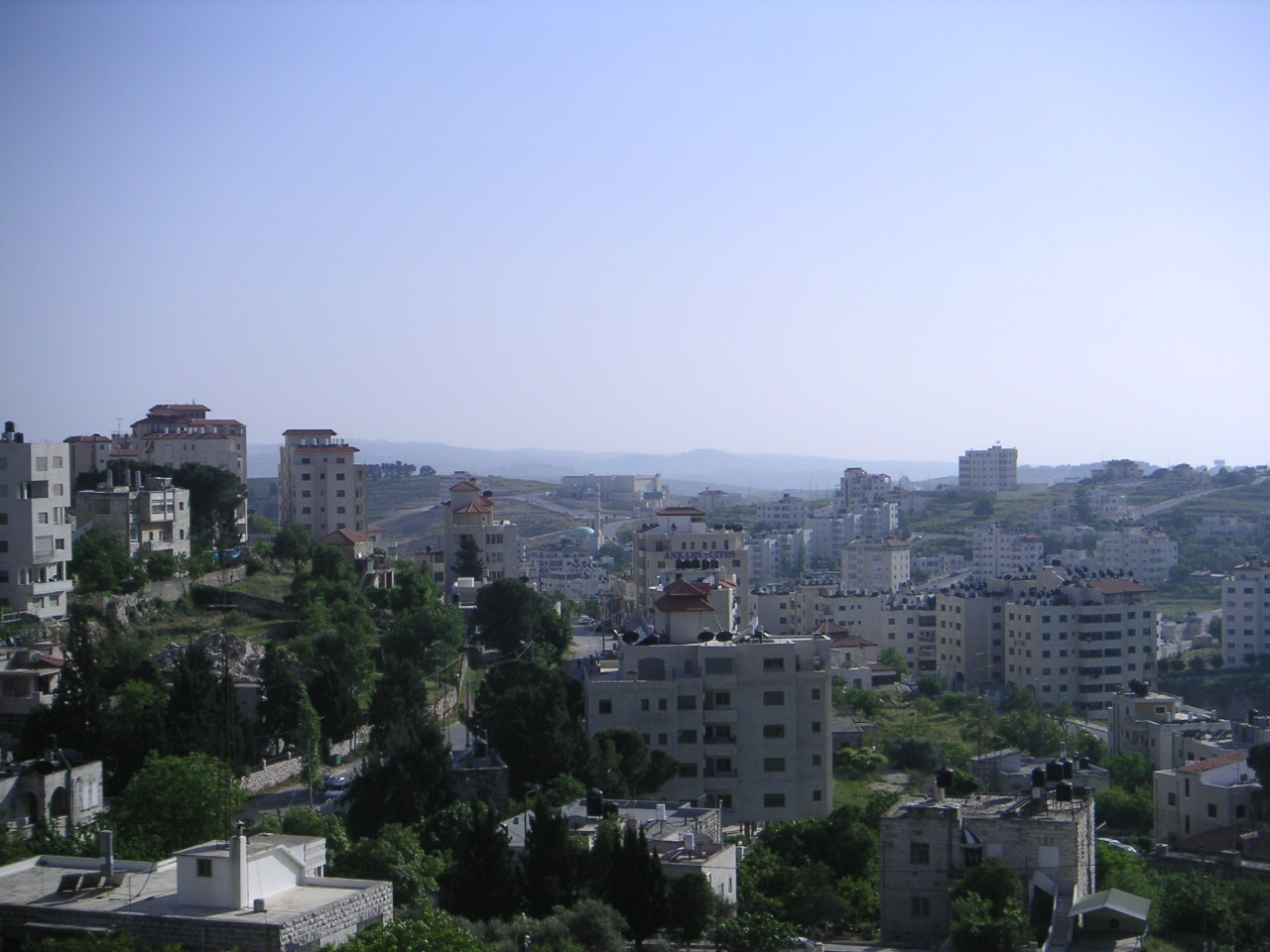
Ramallah

La Palestina è divisa in due regioni geografiche: la Cisgiordania (o West Bank) e la Striscia di Gaza, ognuna delle quali è divisa a sua volta in governatorati, per un totale di 16.
| Nome                | Area (km 2 ) | Popolazione | Densità (per km 2 ) | muhfaza o capitale del distretto |
| ------------------- | ------------ | ----------- | ------------------- | -------------------------------- |
| Jenin               | 583          | 311.231     | 533,84              | Jenin                            |
| Tubas               | 402          | 64.719      | 160.99              | Tubas                            |
| Tulkarem            | 246          | 182.053     | 740,05              | Tulkarem                         |
| Nablus              | 605          | 380.961     | 629,68              | Nablus                           |
| Qalqiliya           | 166          | 110.800     | 667,46              | Qalqilya                         |
| Salfit              | 204          | 70.727      | 346,7               | Salfit                           |
| Ramallah e Al-Bireh | 855          | 348.110     | 407,14              | Ramallah                         |
| Gerico              | 593          | 52.154      | 87.94               | Gerico                           |
| Gerusalemme         | 345          | 419.108 a   | 1214,8 a            | Gerusalemme (de Jure)            |
| Betlemme            | 659          | 216.114     | 927,94              | Betlemme                         |
| al-Khalil           | 997          | 706.508     | 708,63              | al-Khalil                        |
| Gaza Nord           | 61           | 362.772     | 5.947,08            | Jabalya                          |
| Gaza                | 74           | 625.824     | 8.457,08            | Gaza City                        |
| Deir Al-Balah       | 58           | 264.455     | 4.559,56            | Deir al-Balah                    |
| Khan Yunis          | 108          | 341.393     | 3.161,04            | Khan Yunis                       |
| Rafah               | 64           | 225.538     | 3.524,03            | Rafah                            |

I dati di Gerusalemme includono Gerusalemme est occupata con la sua popolazione israeliana 

### Principali città
|    | Città           | Abitanti | Regione          |
| -- | --------------- | -------- | ---------------- |
| 1  | Gaza            | 449.221  | Striscia di Gaza |
| 2  | Nablus          | 336.380  | Cisgiordania     |
| 3  | Gerusalemme Est | 208.000  | Cisgiordania     |
| 4  | Khan Yunis      | 179.900  | Striscia di Gaza |
| 5  | al-Khalil       | 167.000  | Cisgiordania     |
| 6  | Ramallah        | 118.400  | Cisgiordania     |
| 7  | Jabalya         | 82.877   | Striscia di Gaza |
| 8  | Rafah           | 71.000   | Striscia di Gaza |
| 9  | Dayr al-Balah   | 62.150   | Striscia di Gaza |
| 10 | Tulkarm         | 58.950   | Cisgiordania     |

### Istruzione
Il tasso di alfabetizzazione della Palestina è del 96,3% secondo un rapporto del 2014 del Programma di sviluppo delle Nazioni Unite, il che è elevato per gli standard internazionali. Esiste una differenza di genere nella popolazione di età superiore ai 15 anni con il 5,9% delle donne considerate analfabete rispetto all'1,6% degli uomini. L'analfabetismo tra le donne è sceso dal 20,3% nel 1997 a meno del 6% nel 2014.

### Università
L'Università di Betlemme, la prima università palestinese in Cisgiordania, è stata istituita nel 1973.

### Sistema sanitario
Secondo il Ministero della Sanità palestinese, nel 2017 c'erano 743 centri di assistenza sanitaria primaria in Palestina (583 in Cisgiordania e 160 a Gaza) e 81 ospedali (51 in Cisgiordania, tra cui Gerusalemme est, e 30 a Gaza).
Operando sotto l'egida dell'Organizzazione mondiale della sanità (OMS) il cluster sanitario per i territori palestinesi occupati (oPt) è stato istituito nel 2009 e rappresenta un partenariato tra oltre 70 organizzazioni non governative locali e internazionali e agenzie delle Nazioni Unite che forniscono un quadro per la salute attori coinvolti nella risposta umanitaria per i territori occupati. Il cluster è copresieduto dal ministero, per garantire l'allineamento con le politiche e i piani nazionali. Il rapporto del Direttore Generale dell'OMS del 1º maggio 2019 descrive le condizioni del settore sanitario nei territori palestinesi, identificando le priorità strategiche e gli attuali ostacoli al loro raggiungimento secondo la strategia di cooperazione nazionale per l'OMS e il Territorio palestinese occupato 2017-2020.

### Forze armate
Lo Stato di Palestina ha un numero di forze di sicurezza, tra cui una forza di polizia civile, forze di sicurezza nazionale e servizi di intelligence, con la funzione di mantenere la sicurezza e proteggere i cittadini palestinesi e lo Stato palestinese. Non ha un esercito.

## Politica

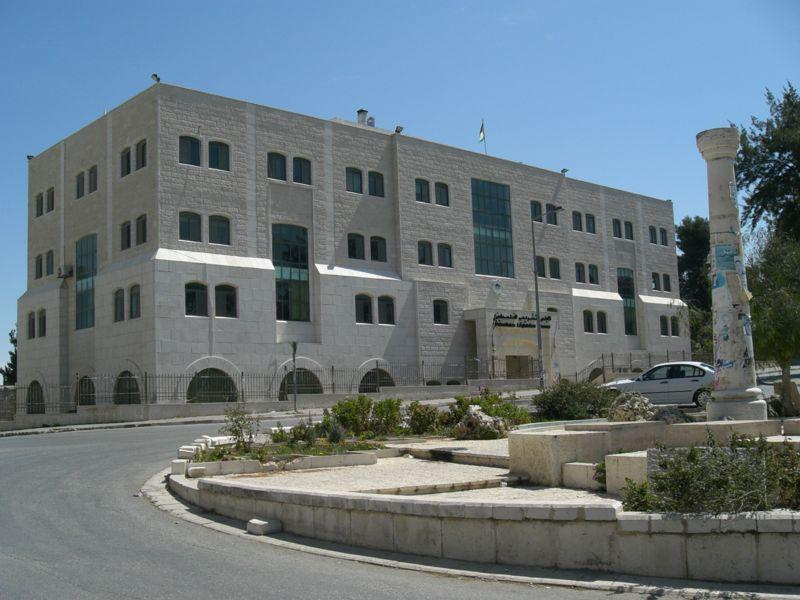
Palazzo del Consiglio legislativo palestinese a Ramallah

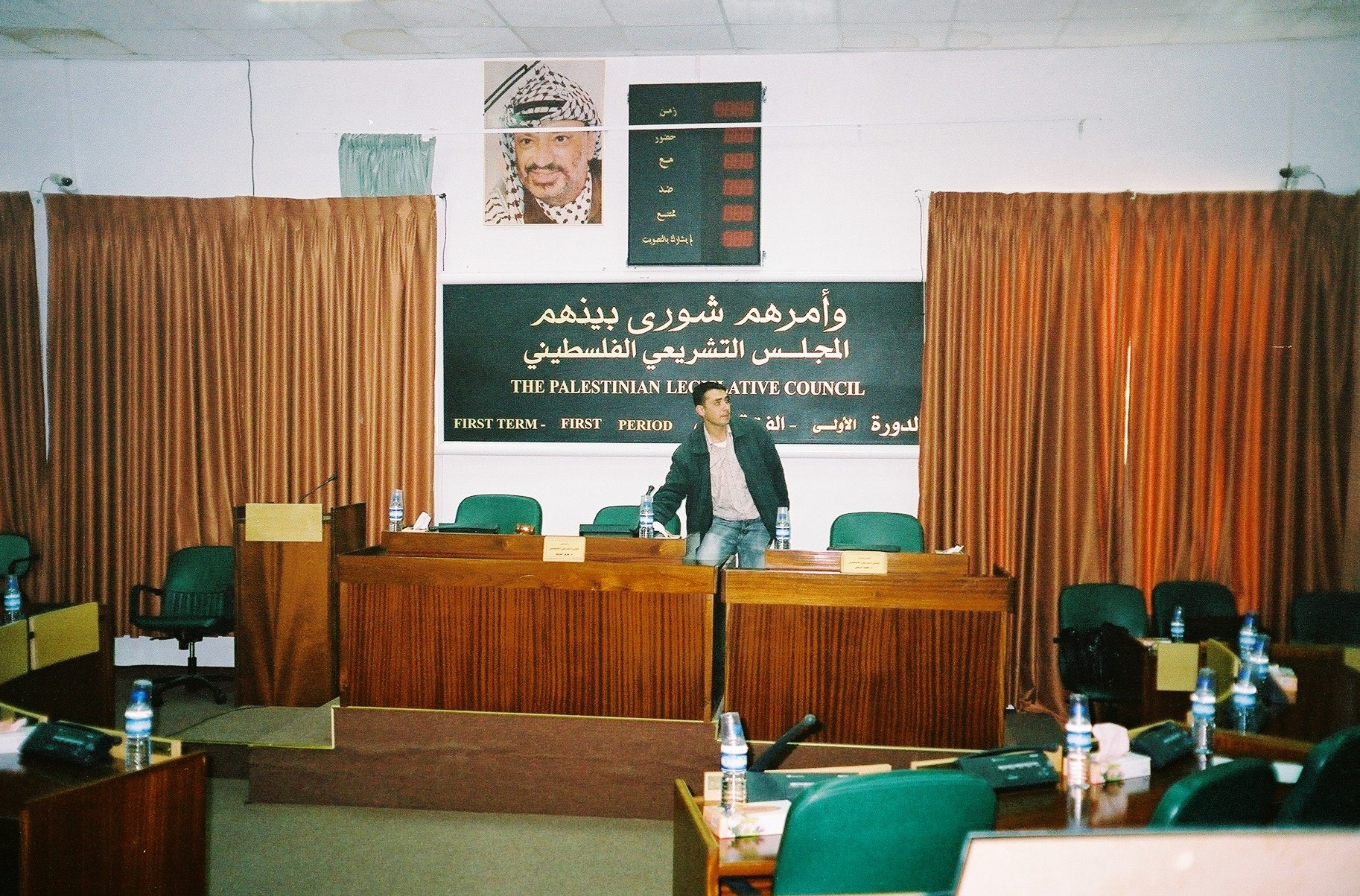
Sala del Consiglio legislativo palestinese a Ramallah, 2006

### Politica interna
Il governo dello Stato di Palestina viene assicurato dall'OLP, quale legittimo rappresentante di tutti i palestinesi che vivono nei territori occupati, nei campi profughi nei paesi arabi, e nella diaspora. L'Autorità Nazionale Palestinese governa i territori trasferiti da Israele ai palestinesi nell'ambito del processo di pace.
Lo Stato della Palestina è costituito dalle seguenti istituzioni dell'Organizzazione per la Liberazione della Palestina (OLP):
- Presidente della Palestina[108] [iv] - nominato dal Consiglio centrale palestinese[109]
- Consiglio nazionale palestinese - assemblea legislativa che ha istituito lo Stato di Palestina
- Comitato esecutivo dell'Organizzazione per la liberazione della Palestina - svolge le funzioni di governo in esilio,[110][111] mantenendo una vasta rete di relazioni con l'estero

Questi dovrebbero essere distinti dal Presidente dell'Autorità Nazionale Palestinese, dal Consiglio legislativo palestinese (PLC) e dal Gabinetto dell'ANP, associati invece all'Autorità Nazionale Palestinese.
Il documento fondativo dello Stato di Palestina è la Dichiarazione di Indipendenza palestinese, che va distinto dal Patto nazionale palestinese dell'OLP e dalla Legge fondamentale della Palestina dell'ANP.
Le cariche di Presidente della Palestina, di Capo del Comitato esecutivo dell'OLP e di Presidente dell'Autorità Nazionale Palestinese generalmente sono ricoperte dalla stessa persona, Mahmoud Abbas dal 15 gennaio 2005, noto anche col soprannome arabo Abu Mazen, del partito socialista e nazionalista al-Fatah.

#### Diritti umani
La pena di morte è ufficialmente in vigore per omicidio, stupro e presunta collaborazione con le autorità israeliane, nonché attività di sovversione. Vi è stata una moratoria ufficiosa dal 2002 al 2010 da quando il presidente Yasser Arafat e il successore Mahmud Abbas non hanno più autorizzato esecuzioni.
I tribunali di Gaza tuttavia applicano spesso anche la legge islamica, che punisce con la morte l'adulterio e l'apostasia. Alcuni applicano la pena capitale anche al reato di prostituzione e a quello di omosessualità, nonostante queste fattispecie non facciano parte dei crimini per cui il Corano prevede direttamente o indirettamente la pena di morte; essi non sono invece considerati reati capitali nel più laico governo ANP a guida Fath, anche se alcuni di questi atti sono comunque illegali o disapprovati dalle consuetudini.
L'ANP consente la vendita di alcolici, proibiti dalla religione musulmana, in alcune zone dei territori. L'omosessualità è fortemente ostracizzata nella società palestinese e viene condannata sia dalle autorità religiose che da quelle laiche.

### Politica estera
La rappresentazione dello stato della Palestina viene assicurata dall'Organizzazione per la liberazione della Palestina (OLP). Negli stati che lo riconoscono, lo stato della Palestina mantiene ambasciate. L'OLP è rappresentata in varie organizzazioni internazionali come membro, associato o osservatore. A causa dell'incongruenza delle fonti in alcuni casi è impossibile distinguere se la partecipazione avviene come rappresentante dello Stato di Palestina, come entità non statale, o come Autorità Nazionale Palestinese.

Al 31 luglio 2019, 138 (71,5%) dei 193 stati membri delle Nazioni Unite hanno riconosciuto lo Stato della Palestina. Molti dei paesi che non riconoscono lo stato della Palestina riconoscono tuttavia l'OLP come "rappresentante del popolo palestinese". Il comitato esecutivo dell'OLP è autorizzato dall'assemblea palestinese a svolgere le funzioni di governo dello Stato di Palestina.
Nella qualità di "Stato osservatore" alle Nazioni Unite, lo Stato di Palestina è riconosciuto come soggetto di diritto internazionale, ufficialmente da 138 Stati, tra cui molti stati sviluppati (come Italia, Francia, Spagna, Brasile, Russia, Giappone, India e Cina) e dall'Assemblea generale delle Nazioni Unite entro i confini dei territori giordani ed egiziani che furono occupati da Israele nel 1967 (Cisgiordania, Striscia di Gaza, Gerusalemme Est).
Non riconoscono - tra gli stati più importanti - lo Stato di Palestina, ma solo un'entità politica non statuale palestinese: Stati Uniti, Germania, Australia, Canada e Regno Unito. Sono 136 (escluso Israele, ma anche altri stati non ostili ma diplomaticamente isolati, come Taiwan e il Kosovo) gli Stati che riconoscono una rappresentanza diplomatica palestinese. Israele ha riconosciuto una rappresentanza dell'OLP solo dal 1993 al 2001. L'ultimo contatto diplomatico ufficiale con Israele è avvenuto nel 2003. L'Italia mantiene una rappresentanza consolare situata a Gerusalemme Est, ma non ha effettuato scambi di ambasciatori con la Palestina, mantenendo tuttavia il rappresentante diplomatico palestinese in Italia.
Alcuni Stati riconoscono ufficialmente i confini del 1967, mentre altri non si pronunciano. Altri ancora ritengono accettabili solo i confini del 1947 (guerra arabo-israeliana), mai attuati, o - non riconoscendo Israele - considerano i confini della Palestina mandataria come gli unici legittimi. La situazione è complicata dall'annessione unilaterale di Gerusalemme Est da parte di Israele e dalla colonizzazione ebraica delle aree interne alla linea verde.
Il 15 dicembre 1988, la dichiarazione di indipendenza dello Stato di Palestina del novembre 1988 è stata riconosciuta dall'Assemblea generale delle Nazioni Unite con la risoluzione 43/177.
Il 29 novembre 2012 viene approvata la risoluzione 67/19 dell'Assemblea generale delle Nazioni Unite, che ha portato la Palestina a "stato di osservatore non membro" nelle Nazioni Unite. Il cambiamento di status fu descritto come "riconoscimento de facto dello stato sovrano della Palestina".
Il 3 ottobre 2014, il nuovo primo ministro svedese Stefan Löfven ha usato il suo discorso inaugurale in parlamento per annunciare che la Svezia avrebbe riconosciuto lo stato della Palestina. La decisione ufficiale in tal senso è stata presa il 30 ottobre, rendendo la Svezia il primo stato membro dell'UE al di fuori dei paesi dell'ex blocco comunista a riconoscere lo stato della Palestina. La maggior parte dei 28 Stati membri dell'UE si è astenuta dal riconoscere lo stato palestinese e quelli che lo fanno - come Ungheria, Polonia e Slovacchia - lo hanno fatto prima dell'adesione all'UE. 
Il 10 gennaio 2015 viene aperta a Stoccolma, in Svezia, la prima ambasciata palestinese in un paese dell'Europa occidentale.
Il 13 ottobre 2014, la Camera dei Comuni britannica ha votato da 274 a 12 a favore del riconoscimento della Palestina come stato. La Camera dei Comuni ha appoggiato la mossa "come contributo per garantire una soluzione negoziata a due stati", sebbene meno della metà dei parlamentari abbia preso parte al voto. Tuttavia, il governo del Regno Unito non è tenuto a fare nulla a seguito del voto: la sua politica attuale è che "si riserva il diritto di riconoscere uno stato palestinese bilateralmente in un momento di nostra scelta e quando può meglio contribuire alla pace".
Il 2 dicembre 2014, il parlamento francese ha votato per 331 a 151 a favore di sollecitare il loro governo a riconoscere la Palestina come uno stato. Il testo, proposto dai socialisti al potere e sostenuto da partiti di sinistra e da alcuni conservatori, ha chiesto al governo di "utilizzare il riconoscimento di uno stato palestinese con l'obiettivo di risolvere definitivamente il conflitto".
Il 31 dicembre 2014, il Consiglio di sicurezza delle Nazioni Unite ha votato una risoluzione che chiedeva la fine dell'occupazione israeliana entro il 2017. Otto membri hanno votato a favore della risoluzione (Russia, Cina, Francia, Argentina, Ciad, Cile, Giordania, Lussemburgo), tuttavia a seguito degli sforzi di Stati Uniti e Israele per prevenirne l'approvazione, tale risoluzione non ha ottenuto il minimo di nove voti necessari per passare la risoluzione. Australia e Stati Uniti hanno votato contro la risoluzione, con l'astensione di altre cinque nazioni.

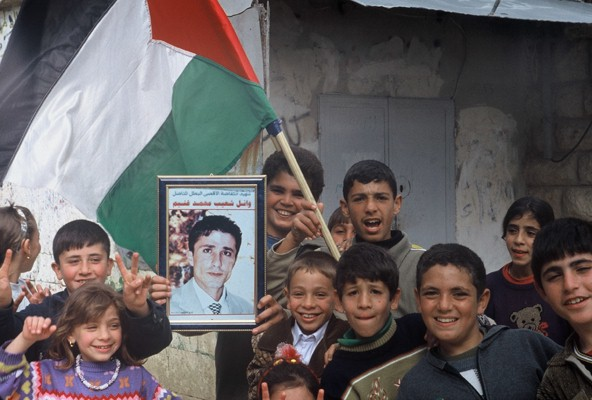
Bambini che sventolano una bandiera palestinese, Cisgiordania

Il 16 gennaio 2015, la Corte penale internazionale ha annunciato che, poiché la Palestina ha ottenuto lo status di stato osservatore nelle Nazioni Unite, deve essere considerata uno "Stato" ai fini dell'adesione allo statuto di Roma.
Il 13 maggio 2015 la Santa Sede ha annunciato che avrebbe trasferito il riconoscimento dall'OLP allo Stato di Palestina, confermando il riconoscimento della Palestina come stato dopo il voto ONU del 2012. Mons. Antoine Camilleri, sottosegretario per i rapporti con gli Stati della Segreteria di Stato della Santa Sede, ha affermato che il cambiamento era in linea con la posizione in evoluzione della Santa Sede, che ha fatto riferimento ufficiosamente allo Stato di Palestina dalla visita di Papa Francesco in Terra Santa nel maggio 2014.
Il 23 dicembre 2015 l'Assemblea generale delle Nazioni Unite ha adottato una risoluzione che richiede la sovranità palestinese sulle risorse naturali nei territori palestinesi sotto l'occupazione israeliana. Ha invitato Israele a desistere dallo sfruttamento, dal danno, dal causare la perdita, l'esaurimento o la messa in pericolo delle risorse naturali palestinesi, e ha riaffermato il diritto dei palestinesi a chiedere risarcimenti per la vasta distruzione delle risorse. La mozione è stata approvata con 164 voti favorevoli e 5 contrari: Canada, Stati federati di Micronesia, Israele, Isole Marshall e Stati Uniti.

#### Alzabandiera alle Nazioni Unite
Nell'agosto 2015, i rappresentanti della Palestina presso le Nazioni Unite hanno presentato un progetto di risoluzione che consentirebbe agli osservatori non membri Palestina e Santa Sede di alzare le loro bandiere presso la sede delle Nazioni Unite. Inizialmente, i palestinesi hanno presentato la loro iniziativa come uno sforzo congiunto con la Santa Sede, cosa che la Santa Sede ha negato.
In una lettera al Segretario Generale e al Presidente dell'Assemblea Generale, l'ambasciatore israeliano presso l'ONU Ron Prosor ha definito il passo "un altro abuso cinico delle Nazioni Unite … per guadagnare punti politici".
Dopo il voto, passato con 119 voti favorevoli, 8 contrari e 45 paesi astenuti, l'ambasciatore degli Stati Uniti Samantha Power ha dichiarato che "alzare la bandiera palestinese non avrebbe riavvicinato israeliani e palestinesi". Il portavoce del Dipartimento di Stato americano Mark Toner lo ha definito un tentativo "controproducente" di perseguire rivendicazioni di stato al di fuori di un accordo negoziato.
Alla cerimonia stessa, il segretario generale delle Nazioni Unite Ban Ki-moon ha dichiarato che l'occasione è stata "un giorno di orgoglio per il popolo palestinese in tutto il mondo, un giorno di speranza", e ha dichiarato: "Ora è il momento di ripristinare la fiducia da parte di israeliani e palestinesi in un accordo pacifico e, infine, nella realizzazione di due stati per due popoli".

#### Riconoscimento internazionale

In verde gli stati che riconoscono lo Stato di Palestina.

Stati che hanno riconosciuto lo Stato di Palestina nei confini del 1967 (Cisgiordania, Striscia di Gaza e Gerusalemme Est), elenco per regione, in ordine alfabetico:
- Lega araba

1. Algeria -
2. Arabia Saudita -
3. Bahrein -
4. Comore -
5. Egitto -
6. Emirati Arabi Uniti -
7. Gibuti -
8. Giordania -
9. Iraq -
10. Kuwait -
11. Libano -
12. Libia -
13. Mauritania -
14. Marocco -
15. Oman -
16. Qatar -
17. Somalia -
18. Sudan -
19. Siria -
20. Tunisia -
21. Yemen
- Altri stati dell'Africa

22. Angola -
23. Benin -
24. Botswana -
25. Burkina Faso -
26. Burundi -
27. Capo Verde -
28. Repubblica Centrafricana -
29. Ciad -
30. Costa d'Avorio -
31. Repubblica del Congo -
32. Repubblica Democratica del Congo -
33. Guinea Equatoriale -
34. Etiopia -
35. Gabon -
36. Gambia -
37. Ghana -
38. Guinea -
39. Guinea-Bissau -
40. Kenya -
41. Lesotho -
42. Liberia -
43. Madagascar -
44. Malawi -
45. Mali -
46. Mauritius -
47. Mozambico -
48. Namibia -
49. Niger -
50. Nigeria -
51. Ruanda -
52. São Tomé e Príncipe -
53. Senegal -
54. Seychelles -
55. Sierra Leone -
56. Sudafrica -
57. Sud Sudan -
58. Swaziland -
59. Tanzania -
60. Togo -
61. Uganda -
62. Zambia -
63. Zimbabwe
- Altri stati dell'Asia

64. Afghanistan -
65. Armenia -
66. Azerbaigian -
67. Bangladesh -
68. Bhutan -
69. Brunei -
70. Cambogia -
71. Cina -
72. Corea del Nord -
73. Filippine -
74. India -
75. Indonesia -
76. Iran -
77. Kazakistan -
78. Kirghizistan -
79. Laos -
80. Malaysia -
81. Maldive -
82. Mongolia -
83. Nepal -
84. Pakistan -
85. Sri Lanka -
86. Tagikistan
87. Thailandia -
88. Timor Est -
89. Turkmenistan -
90. Uzbekistan -
91. Vietnam
- Europa

92. Albania -
93. Bielorussia -
94. Bosnia ed Erzegovina -
95. Bulgaria -
96. Repubblica Ceca -
97. Cipro -
98. Città del Vaticano -
99. Georgia -
100. Irlanda -
101. Islanda -
102. Malta -
103. Montenegro -
104. Norvegia -
105. Polonia -
106. Romania -
107. Russia -
108. Serbia -
109. Slovacchia -
110. Slovenia - 
111. Spagna - 
112. Svezia -
113. Turchia -
114. Ucraina -
115. Ungheria
- Americhe

116. Antigua e Barbuda -
117. Argentina -
118. Bahamas -
119. Barbados -
120. Belize -
121. Bolivia -
122. Brasile -
123. Cile -
124. Colombia -
125. Costa Rica -
126. Cuba -
127. Dominica -
128. Repubblica Dominicana -
129. Ecuador -
130. El Salvador -
131. Giamaica
132. Grenada -
133. Guatemala -
134. Guyana -
135. Haiti -
136. Honduras -
137. Nicaragua -
138. Paraguay -
139. Perù -
140. Saint Kitts e Nevis - 
141. Saint Lucia -
142. Saint Vincent e Grenadine -
143. Suriname -
144. Trinidad e Tobago
145. Uruguay -
146. Venezuela
- Oceania

147. Papua Nuova Guinea -
148. Vanuatu
Stati che riconoscono uno status speciale alle rappresentanze palestinesi:
- - Delegazione diplomatica palestinese: Francia, Grecia, Portogallo, Italia[140][141], Austria[142]
  - Delegazione speciale Palestinese: Messico
  - Delegazione generale palestinese: Australia, Belgio, Germania, Paesi Bassi, Regno Unito, Stati Uniti, Croazia e Macedonia del Nord[143]
  - Rappresentanza dell'OLP: Svizzera
  - Dipartimento dell'OLP: Israele (relazioni ufficialmente sospese nel 2001)

#### Organizzazioni internazionali
Riconoscimento come Stato osservatore non membro
Dal 2012 la Palestina è ufficialmente annoverata dalle Nazioni Unite come Stato osservatore non membro; il voto favorevole all'assemblea generale ha riguardato anche molti paesi che non riconoscono ancora formalmente lo Stato di Palestina.
Date di adesione alle Nazioni Unite e ai suoi Istituti specializzati
- 1974: l'OLP ottiene lo status di osservatore all'Assemblea Generale delle Nazioni Unite
- 26 aprile 1977: la Palestina diventa paese membro della Commissione economica e sociale delle Nazioni Unite per l'Asia occidentale
- settembre 1988: l'Assemblea generale riconosce lo status di Osservatore, come entità non statuale, con il nome di Palestina, status ostacolato dal Consiglio di Sicurezza.
- 23 settembre 2011: il Presidente palestinese Abbas presenta la domanda ufficiale di adesione come Stato membro dell'ONU[144]
- 6 ottobre 2011: il Comitato esecutivo dell'UNESCO raccomanda alla Conferenza generale dell'UNESCO l'ammissione della Palestina come Stato membro[145]; il 31 ottobre la Conferenza generale ammette ufficialmente la Palestina come stato membro[146][147]
- 13 novembre 2011: la Palestina è rifiutata dal Consiglio di Sicurezza, che non raggiunge per un voto il quorum; anche se fosse stato però raggiunto, gli Stati Uniti avrebbero posto il veto di membro permanente[148]. Abu Mazen decide di presentare quindi la domanda all'Assemblea Generale, dove ci sono buone possibilità che la Palestina venga accettata e riconosciuta, anche se solo come Stato osservatore non membro (come è oggi, ad esempio, lo Stato della Città del Vaticano).
- 29 novembre 2012: la Palestina è riconosciuta come Stato non membro Osservatore Permanente presso l'Assemblea delle Nazioni Unite con 138 voti favorevoli, 9 contrari e 41 astensioni[149].

Altre organizzazioni internazionali
- Appartenenza a organizzazioni e forum internazionali come Stato di Palestina:
  - Lega araba
  - Organizzazione per la Conferenza Islamica
  - Gruppo dei 77
  - Movimento dei non allineati
  - Unione interparlamentare
  - Organizzazione internazionale per la normazione[150]
  - International Council of Tourism Partners[151]
  - Comitato Olimpico Internazionale
  - Corte penale internazionale (dal 1º aprile 2015)[152].
- Appartenenza a organizzazioni e forum internazionali come Autorità Nazionale Palestinese:
  - Unione per il Mediterraneo
  - Assemblea del Consiglio d'Europa: status di "Partner per la democrazia" riconosciuto al Consiglio legislativo palestinese[153]
- Il Parlamento europeo con la Risoluzione 2014/2964 del 17 dicembre 2014 ha votato a favore del riconoscimento dello Stato di Palestina "in linea di principio" e "di pari passo con lo sviluppo dei colloqui di pace"[154][155]

Relazioni economiche
- 1994, protocollo di Parigi sulle relazioni economiche tra Israele e OLP
- 1994, accordo di cooperazione tecnica ed economica tra Autorità palestinese ed Egitto
- 1995, accordo di commercio preferenziale tra Autorità palestinese e la Giordania
- 1996, accordi sull'esenzione di dazi tra Autorità palestinese e USA
- 24 febbraio 1997, accordo interinale di associazione tra Comunità europea e Autorità palestinese[156]
- 30 novembre 1998, accordo interinale di libero scambio tra Stati EFTA e OLP a beneficio dell'Autorità palestinese[157]
- 2000, accordo sui trasporti tra Autorità palestinese e Giordania
- 2000, accordo di cooperazione commerciale tra Autorità palestinese e Russia
- 2001, la Palestina aderisce al progetto di Area araba allargata di libero scambio, promosso dalla Lega araba, aderendo successivamente anche all'Accordo di Agadir[158]
- 20 luglio 2004, accordo interinale di libero scambio tra Turchia e OLP a beneficio dell'Autorità palestinese[159]
- 2011, accordo di libero scambio con il Mercosur[160]

## Economia

### Trasporti
La Palestinian Airlines è la compagnia aerea palestinese, con sede presso l'Aeroporto Internazionale di al-Arish nella striscia di Gaza da quando l'Aeroporto Internazionale Yasser Arafat di Rafah è stato reso inoperativo dopo la distruzione delle piste per i bombardamenti delle forze israeliane del dicembre 2001. La Palestinian Airlines è membro della Arab Air Carriers Organization.
Le targhe automobilistiche palestinesi sono di colore verde o giallo e riportano il numero di serie e la lettera "P" (per quelle di vecchio tipo) che indica l'iniziale di Palestina (Palestine), nonostante la sigla internazionale identificativa dei "territori palestinesi sia "IL", come per il resto dello Stato di Israele. Nelle targhe palestinesi non vi è alcuna sigla distintiva tra città e città, né fra Gaza e Cisgiordania. Le targhe palestinesi sono state introdotte nel 1994 dall'Autorità Nazionale Palestinese (appena creata a seguito degli accordi di Oslo). Prima dell'introduzione delle targhe verdi, le auto palestinesi utilizzavano targhe emesse dalle autorità israeliane e si distinguevano da quelle dei cittadini israeliani per colore e provincia di appartenenza. La prima vera circolazione transfrontaliera delle auto con targhe verdi palestinesi risale al 2008 in occasione dell'abbattimento del muro delimitante la frontiera tra Gaza e l'Egitto. 
In precedenza, le auto con targhe verdi palestinesi hanno circolato tra Gaza e la Cisgiordania attraversando il territorio israeliano; non è mai stato permesso a tali auto circolare nella zona di Gerusalemme Est.

### Turismo

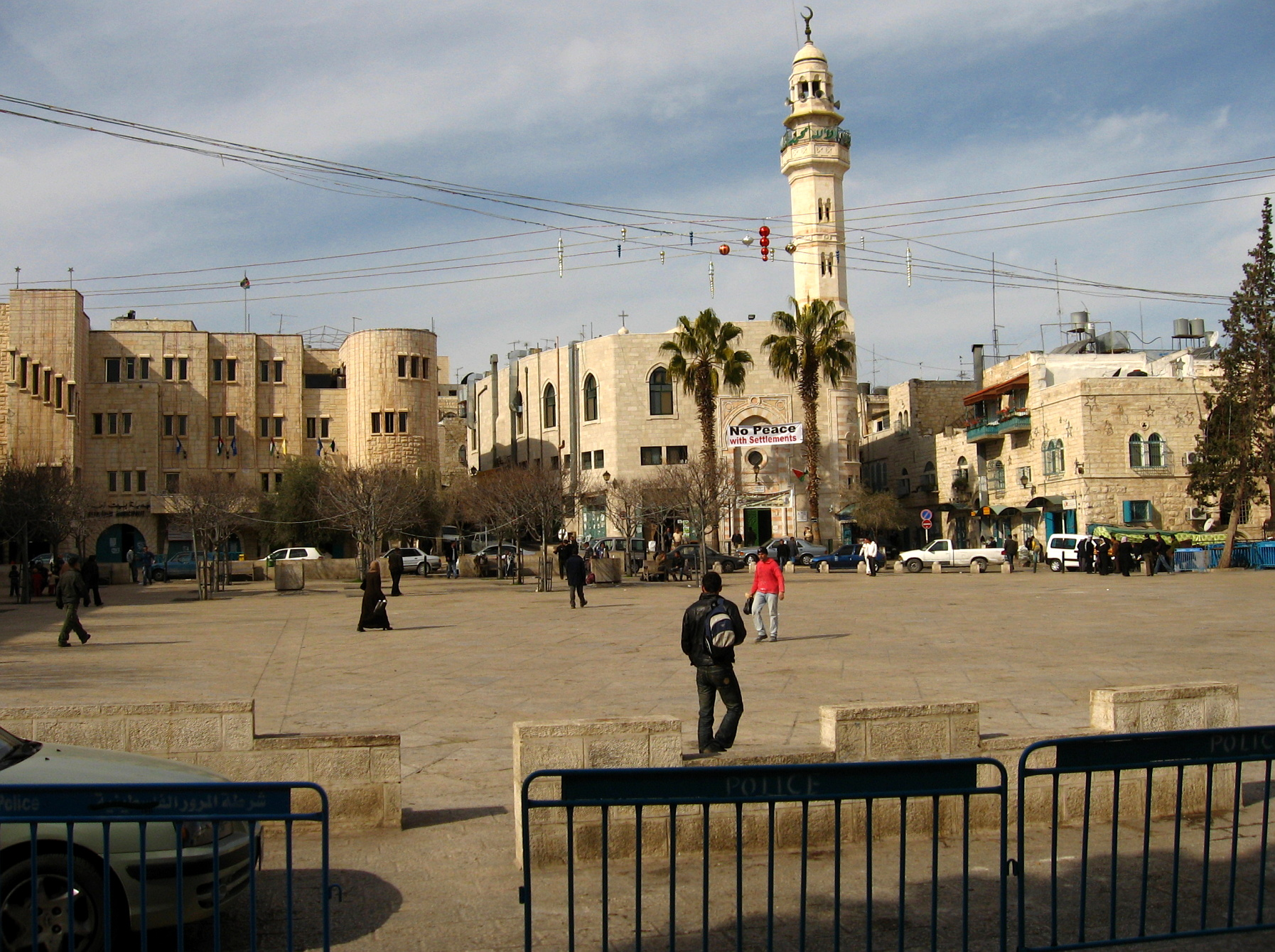
La "piazza della mangiatoia" a Betlemme

Nel 2010, 4,6 milioni di persone hanno visitato i territori palestinesi, rispetto ai 2,6 milioni del 2009. Di quel numero, 2,2 milioni erano turisti stranieri mentre 2,7 milioni erano domestici. La maggior parte dei turisti viene solo per poche ore o come parte di un itinerario di gita di un giorno. Nell'ultimo trimestre del 2012 oltre 150.000 ospiti hanno soggiornato negli hotel della Cisgiordania; Il 40% era europeo e il 9% proveniva da Stati Uniti e Canada.
La guida turistica Lonely Planet scrive che "la Cisgiordania non è il posto più facile in cui viaggiare, ma lo sforzo è ampiamente ricompensato". Nel 2013 il ministro del Turismo dell'Autorità Palestinese Rula Ma'ay'a ha dichiarato che il suo governo mira a incoraggiare le visite internazionali in Palestina, ma l'occupazione è il principale fattore che impedisce al settore turistico di diventare una fonte di reddito importante per i palestinesi. Non ci sono condizioni per il visto imposte a cittadini stranieri diversi da quelli imposti dalla politica dei visti di Israele. L'accesso a Gerusalemme, Cisgiordania e Gaza è completamente controllato dal governo di Israele. L'ingresso ai territori palestinesi occupati richiede solo un passaporto internazionale valido.

### Acqua e servizi sanitari
L'approvvigionamento idrico e i servizi igienico-sanitari nei territori palestinesi sono caratterizzati da una grave carenza idrica e sono fortemente influenzati dall'occupazione israeliana. Le risorse idriche della Palestina sono completamente controllate da Israele e la divisione delle acque sotterranee è soggetta alle disposizioni dell'Accordo di Oslo II.
In generale, la qualità dell'acqua è notevolmente peggiore nella striscia di Gaza rispetto alla Cisgiordania. Circa un terzo della metà dell'acqua erogata nei territori palestinesi viene persa nella rete di distribuzione. Il lungo blocco della Striscia di Gaza e la Guerra di Gaza del 2014 hanno causato gravi danni alle infrastrutture nella Striscia di Gaza.
Gli impianti di trattamento esistenti non hanno la capacità di trattare tutte le acque reflue prodotte, causando un grave inquinamento delle acque. Lo sviluppo del settore dipende fortemente dal finanziamento esterno.

## Ambiente
La Palestina si trova ad affrontare una serie di problemi ambientali; le questioni che riguardano la Striscia di Gaza includono la desertificazione; salinazione di acqua dolce; trattamento delle acque reflue; malattie trasmesse dall'acqua; degrado del suolo; esaurimento e contaminazione delle risorse idriche sotterranee. In Cisgiordania si riscontrano molte delle stesse questioni; sebbene l'acqua dolce sia molto più abbondante, l'accesso, come accennato sopra, è interamente controllato da Israele. Quest'ultimo, infatti, sfrutta la maggior parte dell'acqua che controlla per sostenere il tenore di vita delle sue colonie (collocate in territorio palestinese) e che, con il passare del tempo, vanno ad aumentare la propria estensione necessitando, di conseguenza, di un apporto idrico sempre crescente.

## Cultura

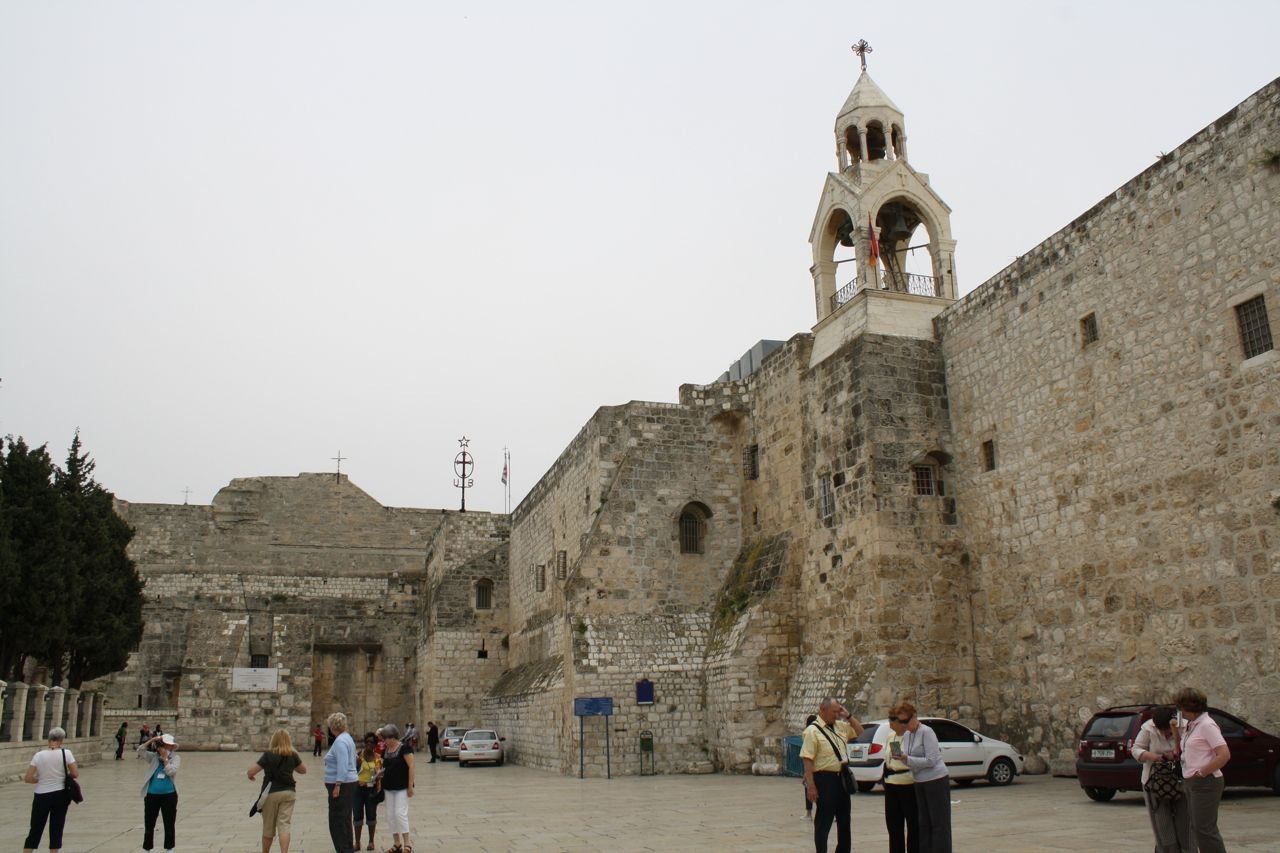
Basilica della Natività a Betlemme

### Produzione letteraria

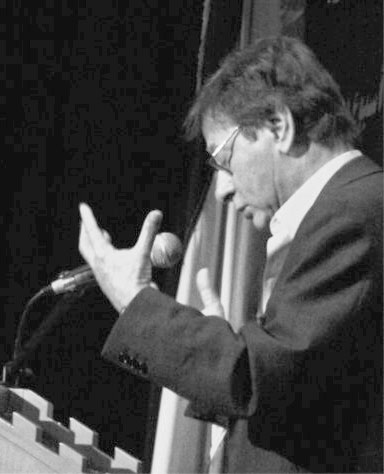
Mahmoud Darwish, poeta nazionale della Palestina

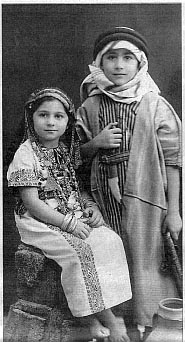
Edward Said con la sorella Rosemarie in Palestina nel 1940

Tra i principali scrittori palestinesi spiccano Suad Amiry, Mahmoud Darwish, tra i maggiori poeti in lingua araba, Emile Habibi, Saḥar Ḫalīfa, Ghassan Kanafani, scrittore impegnato per la causa del suo popolo, Alì Rashid, Edward Said, Ibrahim Souss e Suad.
Tra i principali poeti palestinesi possiamo ricordare Samih al-Qasim, Mahmoud Darwish, Jabra Ibrahim Jabra e Tawfiq Ziyad.

### Musica
In ambito musicale tra i più noti cantautori palestinesi ricordiamo Rim Banna, e Nabil Salameh, anche giornalista.

### Arte
Uno dei principali pittori palestinesi fu Ismail Shammout, tra i più importanti artisti della Palestina.

### Patrimoni dell'umanità
Alcuni siti della Palestina sono stati inseriti nella lista del patrimonio dell'umanità dell'UNESCO, tra cui:
- Luogo della nascita di Gesù: Basilica della Natività e Via del Pellegrinaggio a Betlemme
- Palestina: terra di olivi e vigne - Paesaggio culturale del sud di Gerusalemme, Battir
- Città vecchia di Hebron/Al-Khalil

### Media e cinema
Ci sono un certo numero di giornali, agenzie di stampa e stazioni televisive satellitari nello Stato della Palestina. Le agenzie di stampa includono Ma'an News Agency, Wafa, Palestine News Network e la televisione satellitare include Al-Aqsa TV, Al-Quds TV, Sanabel TV.
Al Mahed ("la Natività") è l'unica emittente cristiana, con sede a Betlemme.
Tra i registi palestinesi che si sono distinti a livello internazionale possiamo ricordare Elia Suleiman, il cui film Intervento divino ha vinto il Premio della giuria al Festival di Cannes 2002, Paradise Now, primo film palestinese a essere candidato, nel 2006, per l'Oscar al miglior film straniero, e Omar (2013), del regista Hany Abu-Assad, film che hanno avuto diversi premi internazionali, come anche Wajib - Invito al matrimonio (2017), della regista Annemarie Jacir.
Nel 2025, il film documentario No Other Land, diretto da un collettivo israelo-palestinese formato dai registi Basel Adra, Yuval Abraham, Rachel Szor ed Hamdan Ballal, è stato premiato con l'Oscar al miglior documentario ai premi Oscar 2025.
- Film palestinesi proposti per l'Oscar al miglior film straniero
- .ps

### Sport
Il calcio è lo sport più popolare tra il popolo palestinese. La squadra di calcio nazionale della Palestina rappresenta il paese nel calcio internazionale. Anche il rugby è uno sport popolare.
- Comitato Olimpico Palestinese; Palestina ai Giochi olimpici
- Federazione calcistica della Palestina; Nazionale di calcio della Palestina
- Federazione cestistica della Palestina; Nazionale di pallacanestro della Palestina
- Federazione pallavolistica della Palestina

### Cucina
I piatti tipici della cucina palestinese sono costituiti dal maftul, un cuscus palestinese, l'hummus, caratteristico purè di ceci e il ful o purè di fave. Ma spesso è costituita da verdura e da pesce.

## Feste nazionali
- 15 novembre, Dichiarazione d'indipendenza palestinese, nel 1988.
- 15 maggio, giorno della Nakba
- 30 marzo, Yom al-Ard o giorno della Terra

## Annotazioni
| i.   | Si noti che il nome Palestina può essere comunemente interpretato come l'intero territorio dell'ex mandato britannico, che oggi incorpora anche Israele. La questione è stata espressa da Mahmoud Abbas nel suo discorso alle Nazioni Unite del settembre 2011: "…abbiamo deciso di stabilire lo stato della Palestina su solo il 22% del territorio della Palestina storica - su tutto il territorio palestinese occupato da Israele nel 1967". Il nome è anche ufficialmente usato come riferimento in forma abbreviata allo Stato della Palestina e questo dovrebbe essere distinto dagli altri usi omonimi per il termine tra cui l'Autorità Palestinese, Organizzazione per la Liberazione della Palestina, e l'oggetto di altri piani di pace per il conflitto arabo-israeliano. |
| ii.  | La Dichiarazione d'indipendenza palestinese proclama "l'istituzione dello Stato di Palestina sul nostro territorio palestinese con la sua capitale Gerusalemme (Al-Quds Ash-Sharif)". La stessa decisione è stata presa anche dal controllore nel maggio 2002, quando ha approvato la legge fondamentale dell'ANP, che afferma inequivocabilmente "Gerusalemme è la capitale della Palestina". Ramallah è la capitale amministrativa in cui si trovano le istituzioni governative e gli uffici di rappresentanza stranieri, in attesa dei negoziati sullo status finale di Gerusalemme tra Israele e l'Autorità palestinese (vedi Negitiating Jerusalem, su publicpolicy.umd.edu. URL consultato il 5 agosto 2009 (archiviato dall'url originale il 14 maggio 2006).                   |
| iii. | Israele consente all'ANP di svolgere alcune funzioni nei territori palestinesi, a seconda della classificazione dell'area. Mantiene interferenze minime (controllo delle frontiere: aria, mare oltre le acque interne, terra) nella Striscia di Gaza (la sua parte interna ed egiziana del confine terrestre sono sotto il controllo di Hamas) e vari gradi di interferenza altrove. Vedi anche territori occupati da Israele. |
| iv.  | Finora entrambi i presidenti dello Stato di Palestina, Yasser Arafat e il suo successore Mahmoud Abbas, sono stati precedentemente nominati Presidente del Comitato esecutivo dell'Organizzazione per la liberazione della Palestina, il comitato che svolge le funzioni del governo dello Stato della Palestina. Si vedano anche i Leader delle istituzioni palestinesi. |
| v.   | Il Nuovo Testamento, riprendendo un termine usato una volta nel Tanakh (1 Samuele 13:19), [138] [139] parla di un'area più ampia definita teologicamente, di cui la Palestina fa parte, come "terra di Israele" [140] (γῆ Ἰσραήλ) (Matteo 2: 20–21), in una narrazione parallela a quella del Libro dell'Esodo. |
| vi.  | Altri scrittori, come ad esempio Strabone intorno al 10-20 d.C., chiamarono la regione Coele-Siria ("Siria cava") |

### Ulteriori letture
- Arzt, Donna E., Refugees into Citizens: Palestinians and the End of the Arab-Israeli Conflict, illustrated, Council on Foreign Relations, 1997, ISBN 978-0-87609-194-4.
- Michael Fowler e Julie Marie Bunck, Law, Power, and the Sovereign State: The Evolution and Application of the Concept of Sovereignty, 1995,  p. 59, ISBN 978-0-271-01471-5.
- Joel Peters, Israel and Africa: The Problematic Friendship, illustrated, I.B.Tauris, 1992, ISBN 978-1-870915-10-6.
- Shatz, Adam, "We Are Conquerors" (review of Tom Segev, A State at Any Cost: The Life of David Ben-Gurion, Head of Zeus, 2019, 804 pp., ISBN 978 1 78954 462 6), London Review of Books, vol. 41, no. 20 (24 October 2019), pp. 37–38, 40–42. "Segev's biography... shows how central exclusionary nationalism, war and racism were to Ben-Gurion's vision of the Jewish homeland in Palestine, and how contemptuous he was not only of the Arabs but of Jewish life outside Zion. [Liberal Jews] may look at the state that Ben-Gurion built, and ask if the cost has been worth it." (p. 42 of Shatz's review.)
- Taylor & Francis Group e Lucy Dean, The Middle East and North Africa 2004: 2004, illustrated, Routledge, 2003,  p. 1328, ISBN 978-1-85743-184-1.
- Mark A. Tessler, A History of the Israeli–Palestinian Conflict, 2nd, illustrated, Bloomington, Indiana, Indiana University Press, 1994, ISBN 978-0-253-35848-6.
- Geoffrey R. Watson, The Oslo Accords: International Law and the Israeli–Palestinian Peace Agreements, illustrated, Oxford University Press, 2000, ISBN 978-0-19-829891-5.